# Plage de l'Hermitage
Pour les articles homonymes, voir L'Hermitage (homonymie).
La plage de l'Hermitage  est une plage de sable blanc de l'ouest de La Réunion, protégée par un récif corallien. Longtemps appelée L'Ermitage,, elle doit son nom au lieu-dit qui la borde, L’Hermitage les Bains. 

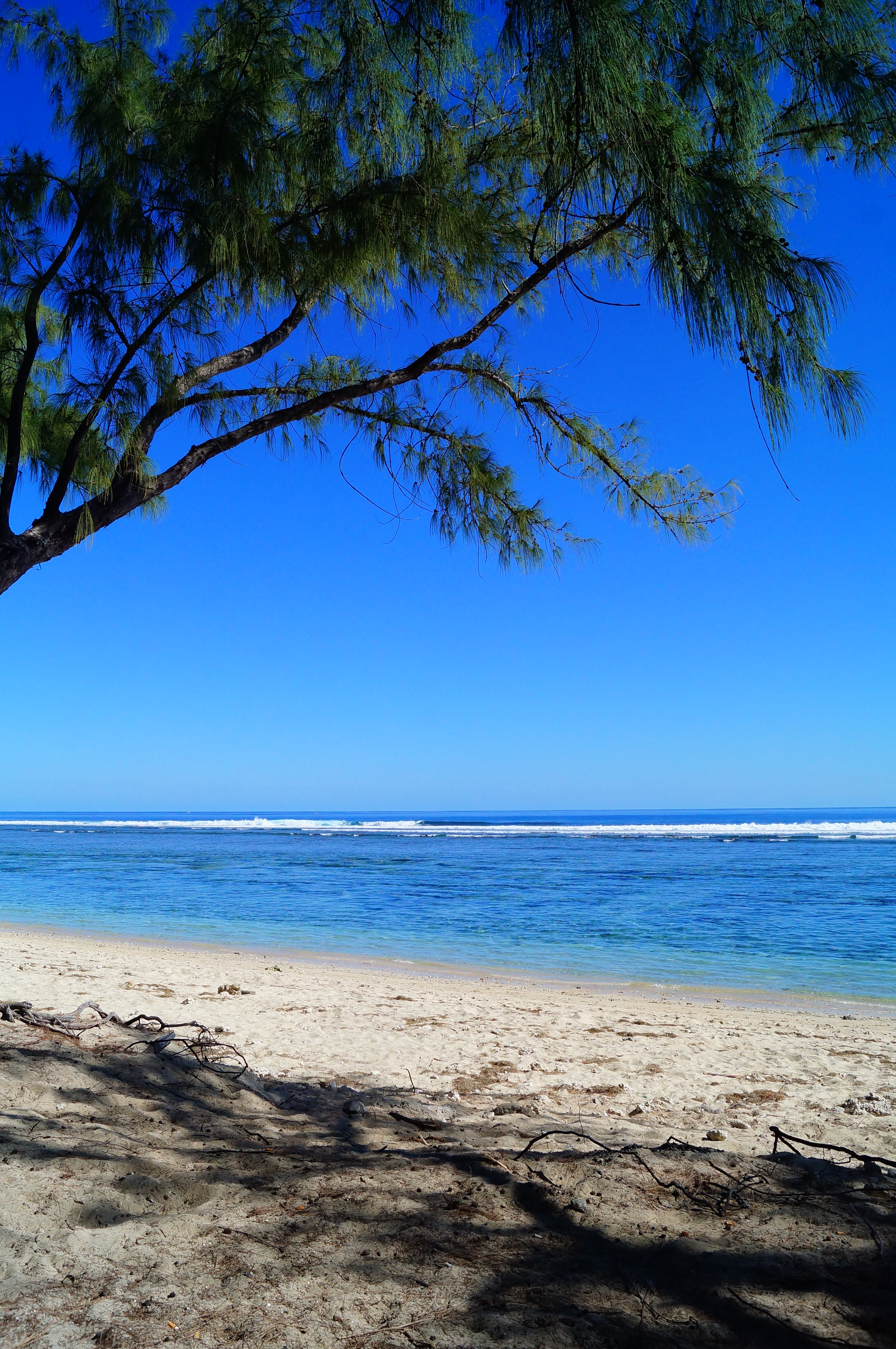
La plage de l'Hermitage. Au lointain, on voit les vagues se briser sur la barrière de corail.

## Géographie
La plage de l'Hermitage occupe le tiers sud de la façade littorale de la commune de Saint-Paul. C’est la plus longue de l’île, avec plus de 7 km de long. 
On y accède facilement en provenance du Nord par la route en corniche et la ville de Saint-Paul, et en provenance du Sud par la route des Tamarins.
L’usage à La Réunion veut que les plans d’eau délimités par les fronts récifaux soient appelés « lagons ». L’île étant géologiquement jeune et les formations coralliennes âgées d’environ 8 000 ans, les récifs sont accolés à la côte en formant ce qu'on appelle un récif frangeant : les « lagons » sont donc plus exactement des dépressions d’arrière-récif. Les usagers distinguent souvent le lagon de L’Hermitage et celui de La Saline, mais il s’agit en fait du même plan d’eau, caractérisé différemment selon les habitudes de fréquentation des uns et des autres. Il est aussi appelé « lagon de St Gilles ».

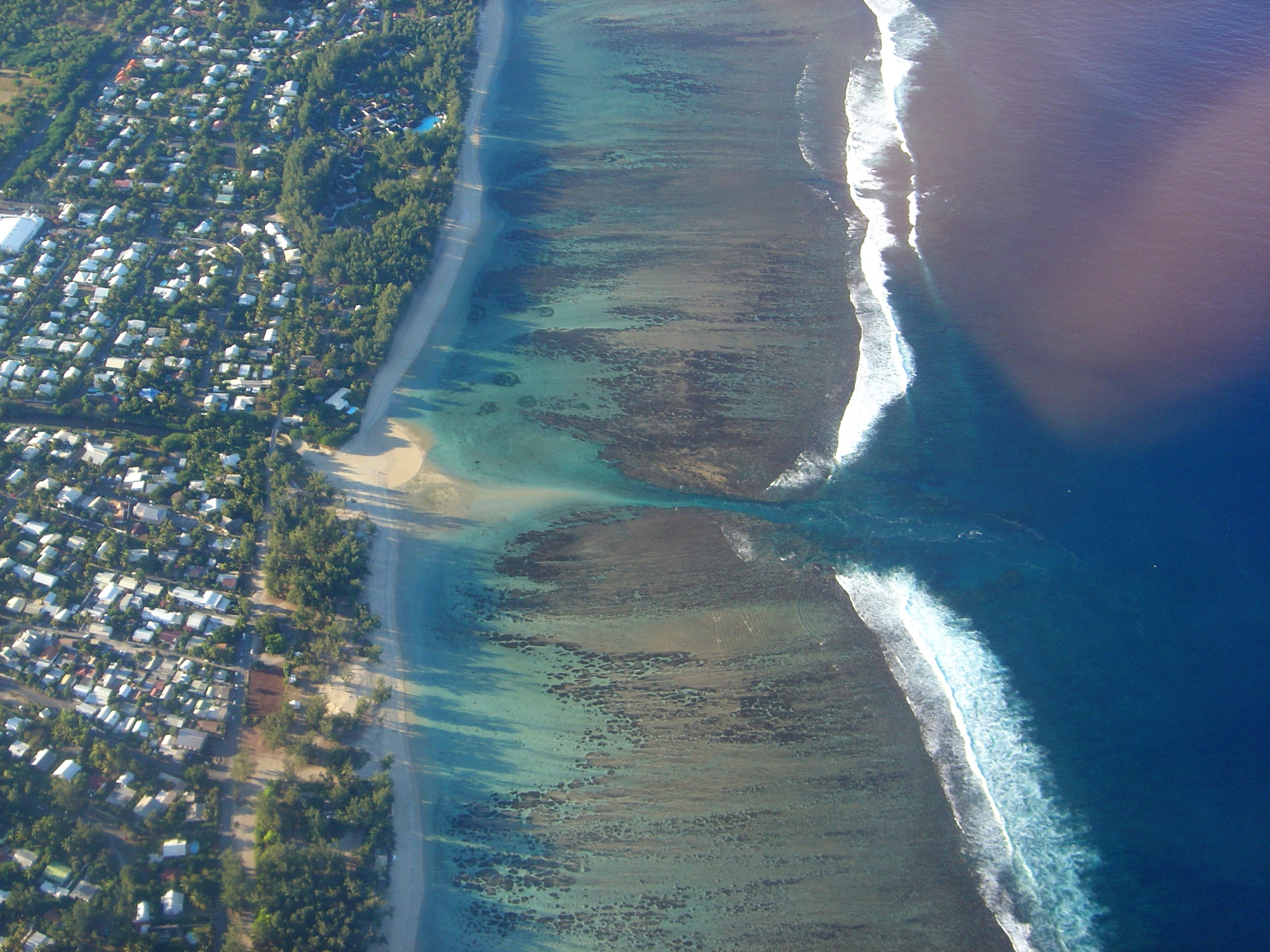
Le lagon de L'Hermitage avec sa barrière de corail et sa passe.

### Caractéristiques
Cette étendue d'eau généralement calme ne dépasse pas 500 m de large, pour 1 à 2 m de fond environ. La température de l'eau des lagons varie entre 22 et 30 °C,. 
La plage de sable blanc est formée de débris de corail (et minoritairement de coquilles), qui, brassés par les vagues ou broyés par certains animaux, deviennent de plus en plus fins et sont repoussés vers la côte. Elle est bordée de filaos sur plusieurs kilomètres, le haut de plage étant fréquemment occupé par des massifs de « patates à Durand » (Ipomoea pes-caprae, famille des Convolvulaceae) aux belles fleurs violettes.  On peut y voir aussi Canavalia rosea, dite « Patate-cochon » à La Réunion, dont la fleur d’un rose violacé est plus discrète que celle d’Ipomoea pes-caprae, à laquelle elle se mélange parfois. Ces deux plantes rampantes jouent un rôle important dans la fixation du sable côtier. Les constructions édifiées sur l’arrière-plage et sur sa limite du côté terre font qu’elle ne peut plus jouer son rôle de stockage et de transfert du sable, et qu’ainsi la plage elle-même est victime de l’érosion liée aux fortes houles. On peut ainsi voir de nombreux filaos du bord de plage avec des racines désormais exposées à l’air sur près d’un mètre.

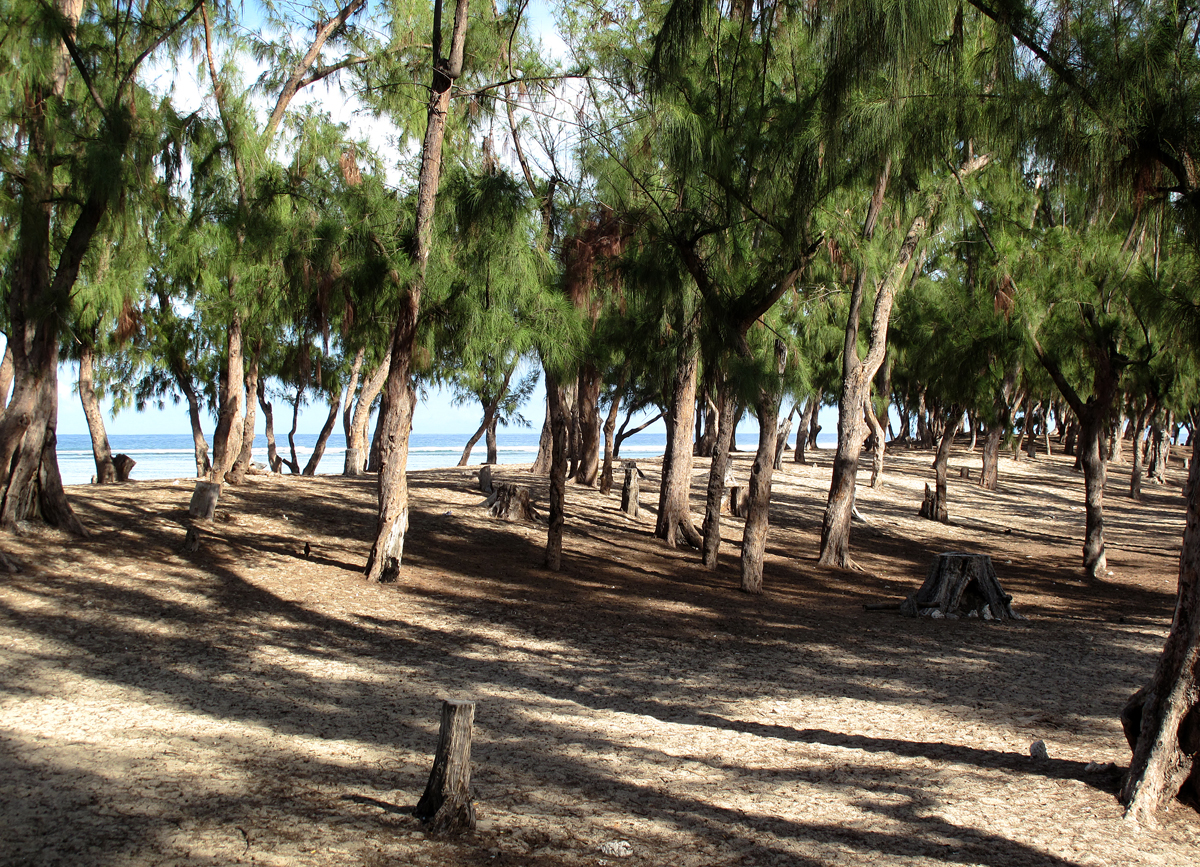
Le bois de filaos sur l'arrière-plage
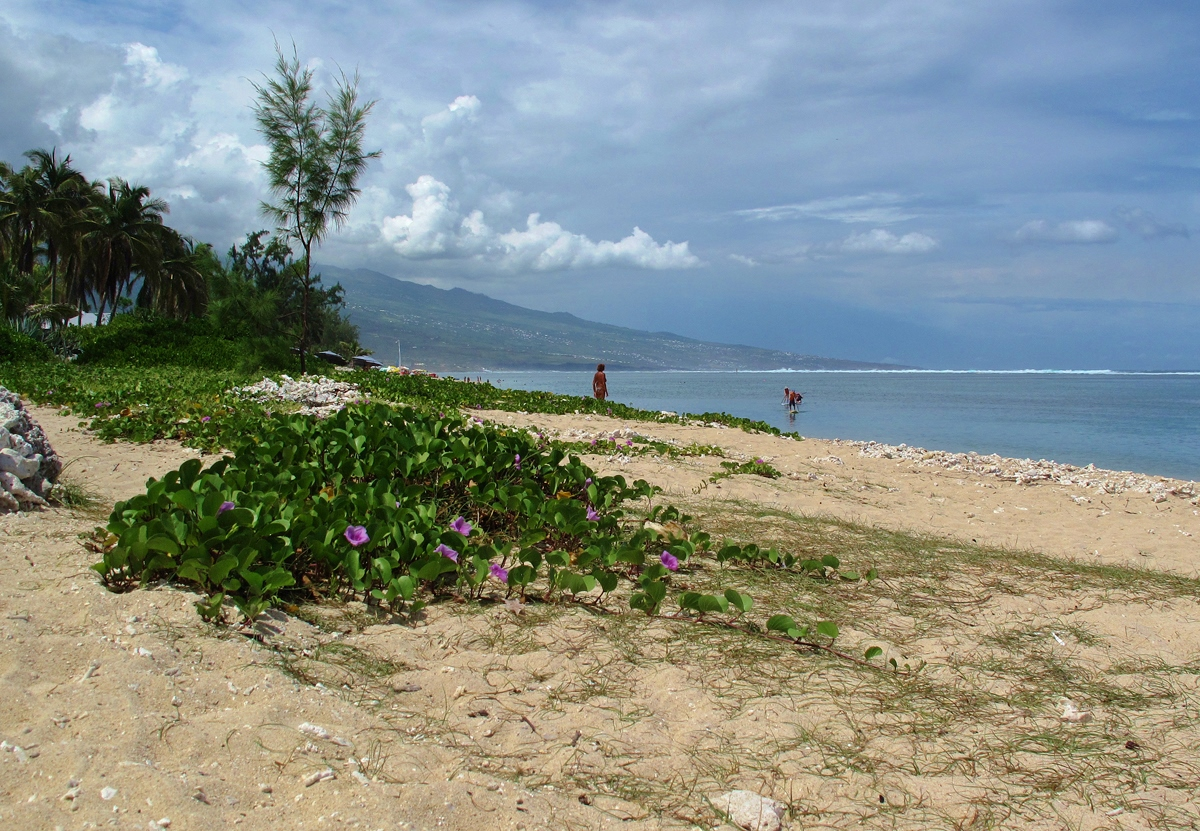
Pieds de « patates à Durand » (Ipomoea pes-caprae).
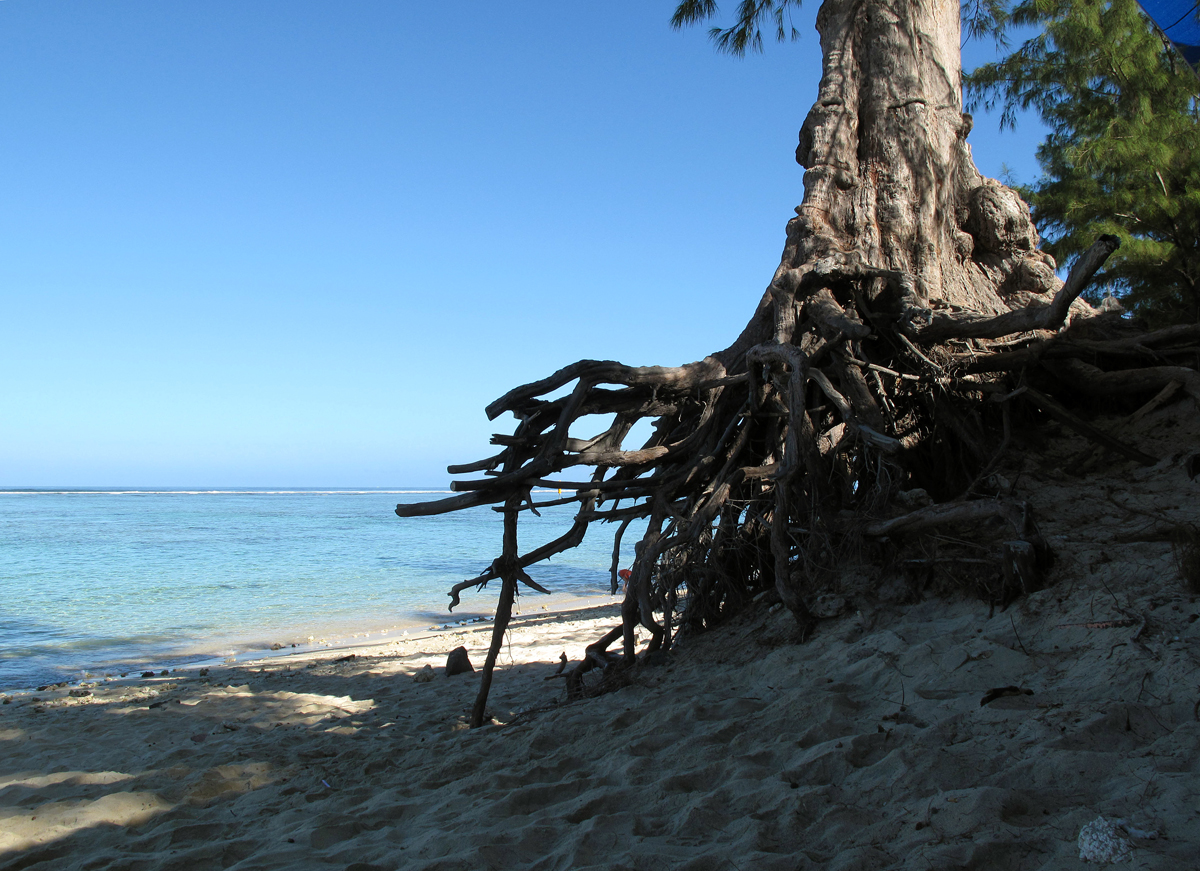
Filao déchaussé par l’érosion de la plage.

## Fréquentation

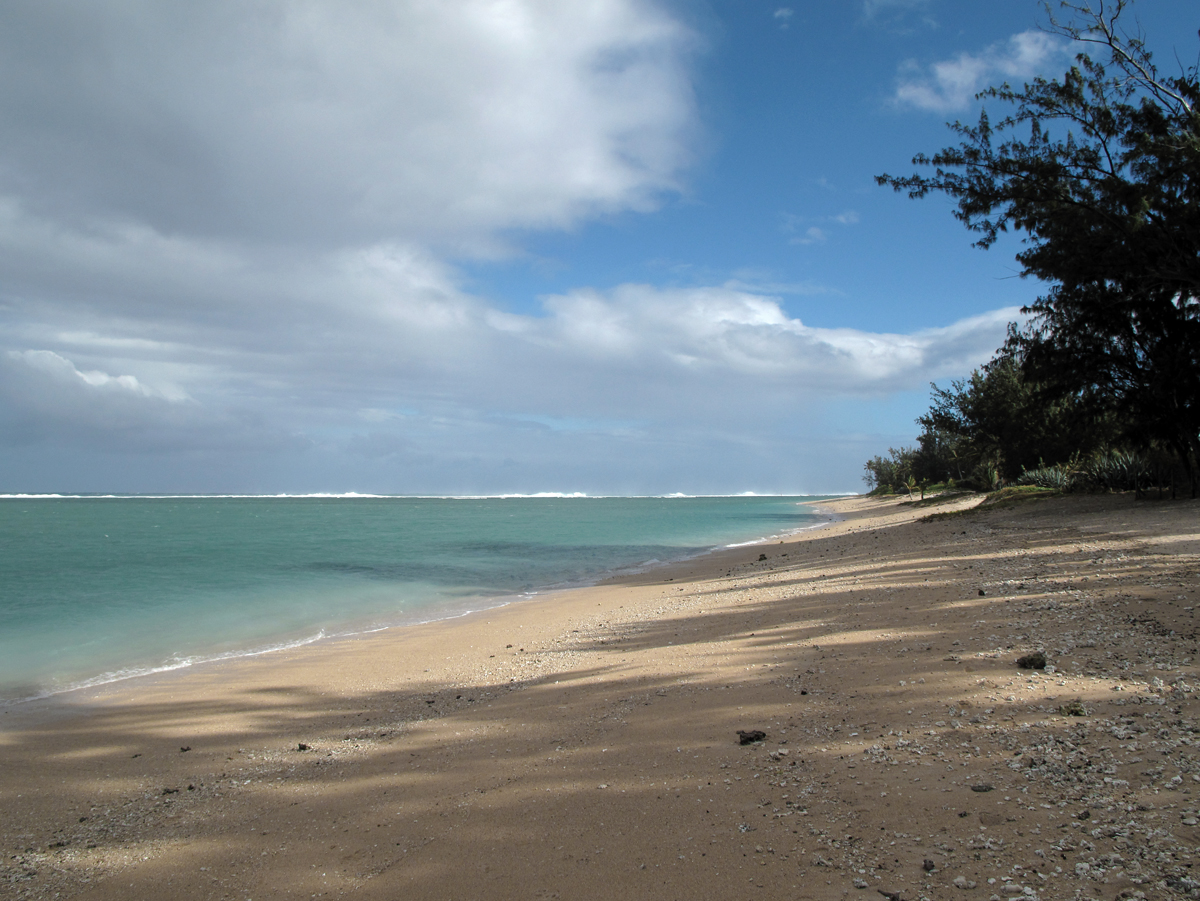
La plage de L'Hermitage par un matin d'hiver austral.

L'arrière-plage ombragée de filaos permet aux familles créoles d'y organiser de véritables pique-niques le midi. Elle est aussi le lieu de fêtes de fin d’année réunissant plus de 20 000 personnes. La plage étant orientée vers l’ouest, nombreux sont ceux qui viennent y admirer les couchers de soleil toute l’année.
Le camping est interdit sur la plage et l’arrière-plage, mais un camping intercommunal est situé en bordure du lagon. On trouve des restaurants de plage à L’Hermitage et à La Saline.
L’effet principal sur la plage de L’Hermitage de l’augmentation du nombre et de la dangerosité des attaques de requins à La Réunion depuis 2011 est une augmentation de sa fréquentation. De nombreuses personnes préfèrent en effet éviter leur plage de prédilection (Boucan Canot ou les Roches Noires) par crainte d’une attaque et se rendent désormais à L’Hermitage, protégé des squales par la barrière récifale. Cette sur-fréquentation n’est pas sans effet sur l’écologie complexe et fragile du lagon (crèmes solaires, bris de coraux, nourrissage de poissons, etc.).
La baignade récréative des petits et des grands est l’usage le plus répandu du lagon, mais on observe une augmentation du nombre de visiteurs s’adonnant à l’exploration sous-marine en PMT (palmes-masque-tuba). Le lagon étant très peu profond cette exploration ne demande aucune qualité technique ou athlétique particulière. De surcroît, sa faune riche et colorée étant accoutumée à la présence humaine, l’émerveillement est garanti dès les premiers mètres. Le lagon étant une zone protégée, la pêche, la dégradation ou la récolte y sont strictement interdits. 
Malgré ces mesures, la plage héberge trop souvent des mégots, des bouteilles de verre, des objets en plastique, des papiers gras, des jouets d’enfant oubliés, des boîtes de conserve, des chaussures, etc., qui constituent des dégradations infligées à ce milieu par ceux qui en profitent. La Municipalité de Saint Paul fait nettoyer régulièrement les plages, mais malheureusement la capacité de nettoyage est souvent insuffisante par rapport aux dégradations. Le « feeding » (nourrissage de poissons) est une pratique nuisible aux animaux concernés et par conséquent à l’écosystème en général : elle est elle aussi interdite par la Réserve. 

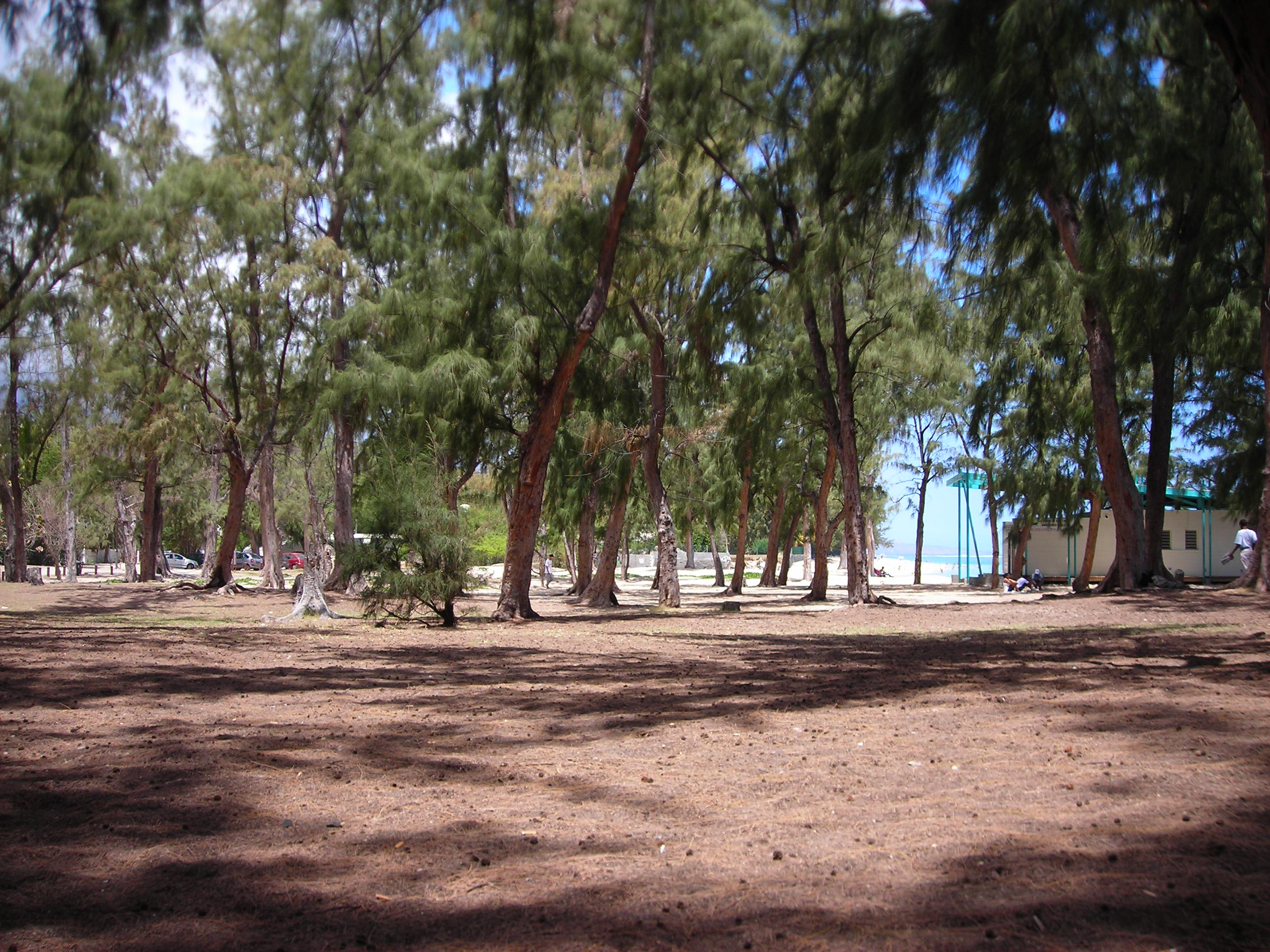
L'arrière-plage et ses filaos. On aperçoit le poste de secours de la passe de L’Hermitage.
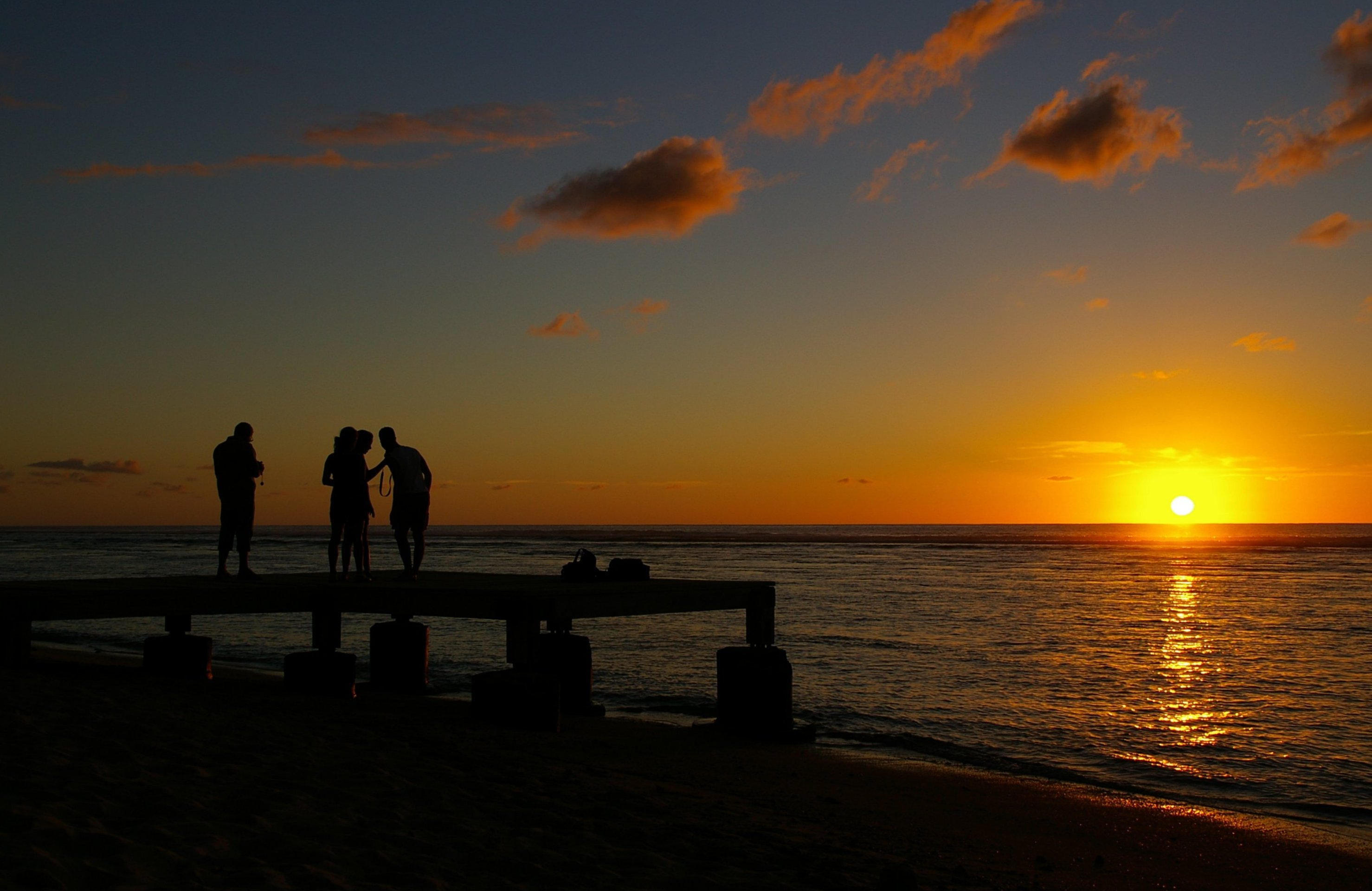
La plage de L'Hermitage donnant sur l'Ouest, les couchers de soleil y sont très prisés.
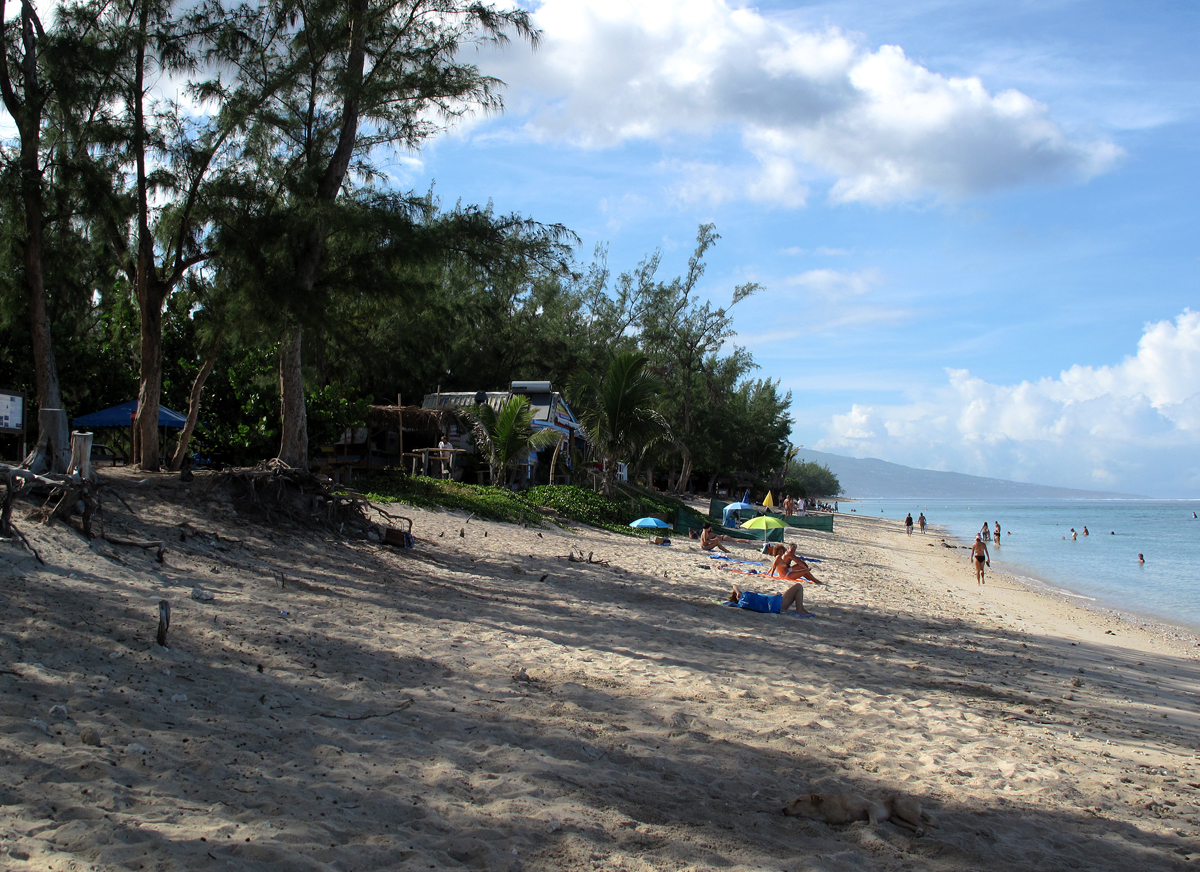
Les paillotes de bord de plage.
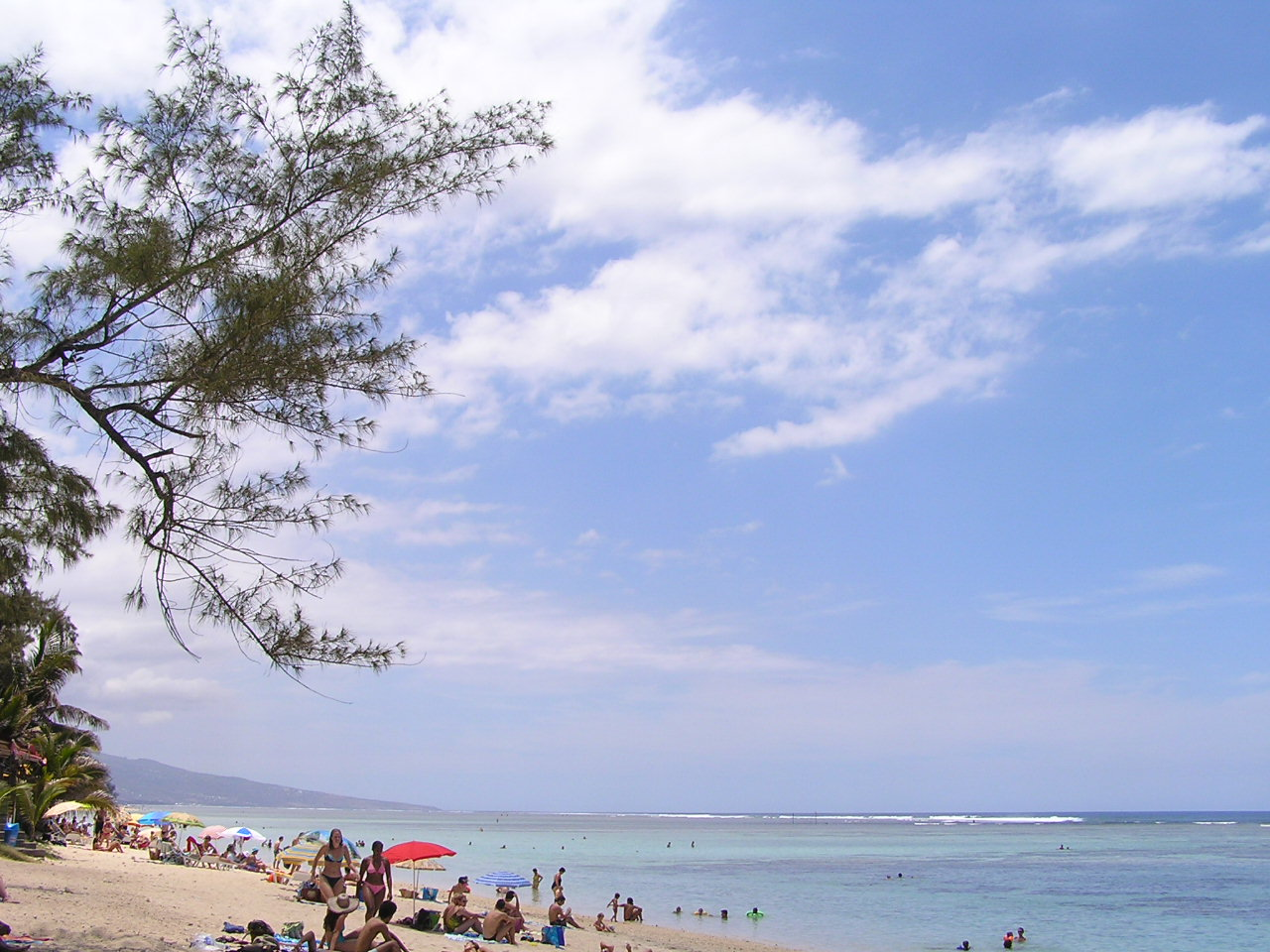
Scène de plage pendant les vacances de Noël (été austral).
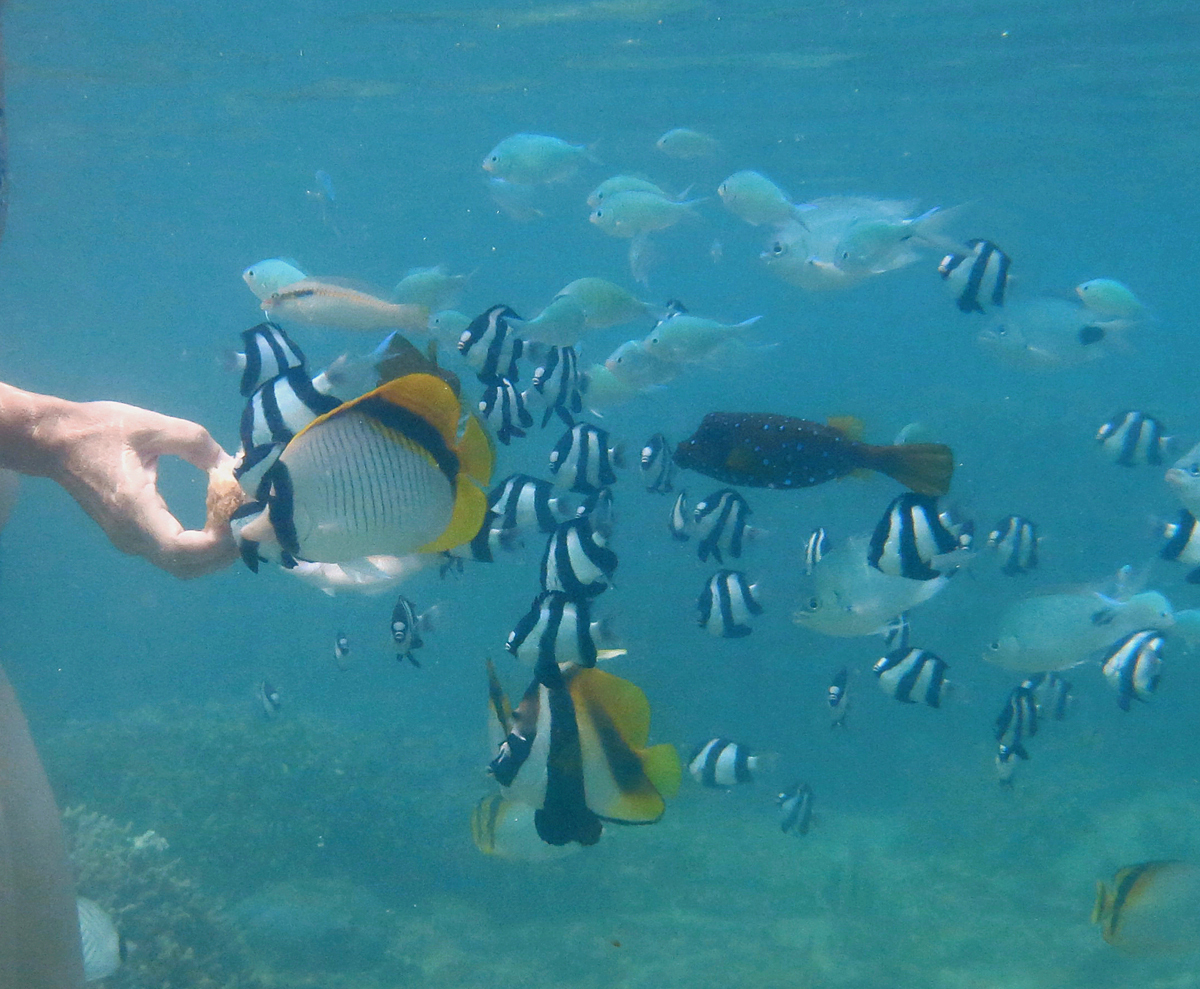
Scène de nourrissage de poisson. Cette pratique est interdite et délétère pour les animaux.

### Risques

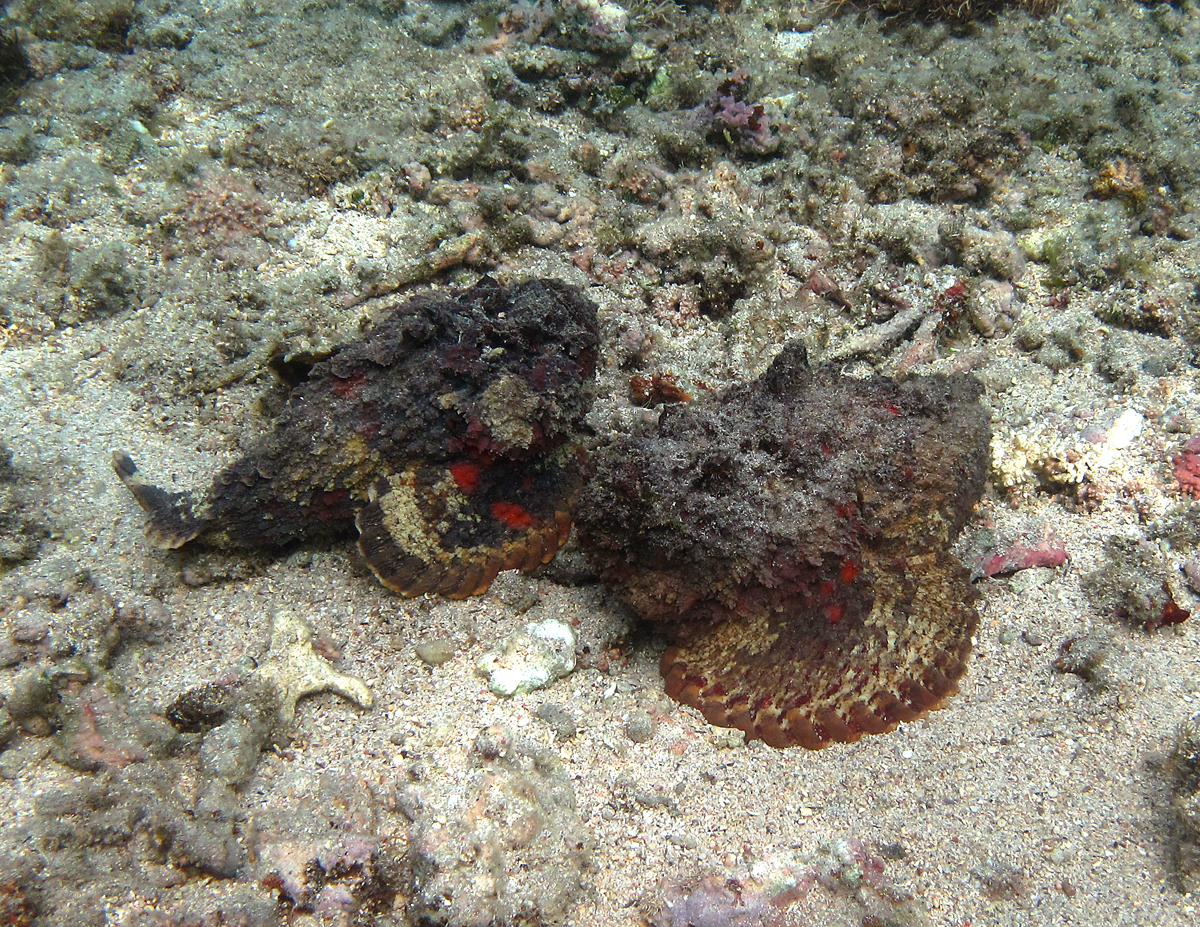
Un couple de dangereux poissons-pierre (Synanceia verrucosa) photographiés à L'Hermitage. Leur mimétisme avec les roches couvertes d'algues les rend parfois totalement invisibles.

La baignade n’est pas sans danger du fait de l’hydrodynamisme propre à ce lagon de faible profondeur. La conjonction de la houle, de la marée et du vent provoque en effet parfois des courants qui peuvent devenir puissants : les masses d’eau entrant dans le lagon sur toute la longueur du front récifal durant la marée haute s’équilibrent au moyen de courants de vidange orientés vers les extrémités du lagon et vers la passe mais aussi, sporadiquement, vers le front récifal lui-même. Ce pourquoi trois postes de secours sont placés sur la plage : le premier au sud, à La Saline les Bains, le second devant la passe et le troisième au nord, sur le site dit de l’Aquaparc. Les MNS délimitent des aires de baignade protégées devant ces postes.
Le danger peut aussi venir de la faune marine : même si les requins sont absents du lagon, les poissons de la famille des Scorpénidés (poissons-pierres, rascasses...), généralement invisibles dans un environnement dont ils prennent l’aspect, peuvent infliger des piqûres extrêmement douloureuses à qui les toucherait par inadvertance. Quelques espèces de cônes (coquillages) parmi les plus dangereuses pour l’Homme sont aussi présentes dans le lagon. Ils sont généralement cachés le jour et ne sortent que la nuit, mais il est possible d’en trouver parfois en journée. Il est prudent, et par ailleurs interdit par la règlementation de la Réserve Marine, de ne pas ramasser une coquille même si elle paraît vide. L’oursin-fleur Toxopneustes pileolus, le plus souvent difficile à voir du fait des débris en tous genres dont il se recouvre, est également très toxique par simple contact. 
Ces dangers existent et demandent un minimum de connaissances et de prudence, mais la probabilité d’accident est faible : ces accidents sont d’ailleurs très rares. 

### Réglementation de laRéserve Marine

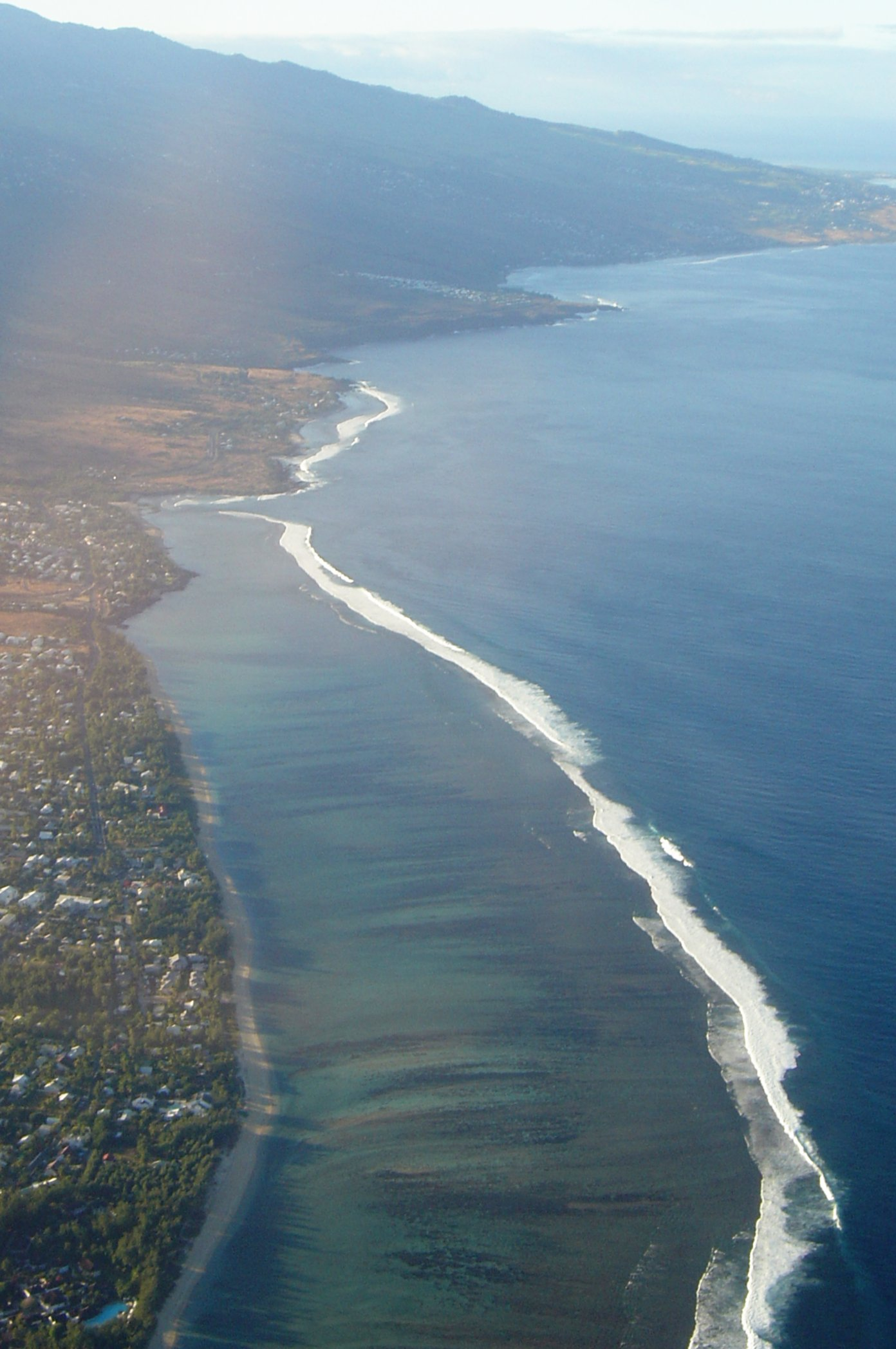
La partie sud du lagon de L’Hermitage, avec vue sur la passe de Trois Bassins au loin.

Le lagon étant une zone protégée par la Réserve naturelle marine de La Réunion depuis 2007, la dégradation de l’environnement, la perturbation des animaux ou leur capture y sont formellement interdits et sévèrement punis. Cela concerne aussi le prélèvement de coquilles vides, de débris coralliens et du sable lui-même. La baignade de nuit avec torche, qui perturbe le sommeil des animaux, est interdite sauf autorisation donnée par la Réserve Marine pour motif scientifique.  
Les activités dites de pêche à pied traditionnelle, considérée comme une pêche de subsistance, sont cependant tolérées dans certaines limites (matériel de pêche, espèces visées) et sous certaines conditions (permis de pêcher, périodes d'ouverture, horaires, quotas, zones de pêche, nombre d’autorisations limité à 800 cartes, etc.). Ces activités sont suivies par des fonctionnaires de la Réserve Marine et par des scientifiques. 
Il existe trois niveaux de protection différents, dont deux zones de protection maximale, dites « zones sanctuaires », dans le lagon de L’Hermitage. Ces sanctuaires sont destinés à garantir le milieu de développement le moins stressant possible aux coraux et aux animaux marins qui en dépendent directement ou indirectement. Toute présence humaine y est interdite quel que soit le motif. Elles sont signalées par des poteaux orange de plusieurs mètres de haut plantés dans le lagon. La surface qu’ils délimitent est expliquée sur des panneaux de la RNMR disposés devant la plage. Des éco-gardes, dont certains sont assermentés, veillent au respect de la réglementation.
La RNMR organise à l’année des visites guidées, à la fois pédagogiques et ludiques, du lagon de L’Hermitage. Cette opération, nommée « le Sentier de L’Hermitage », est destinée à faire découvrir la richesse et la fragilité des récifs coralliens au public (notamment scolaires et touristes).

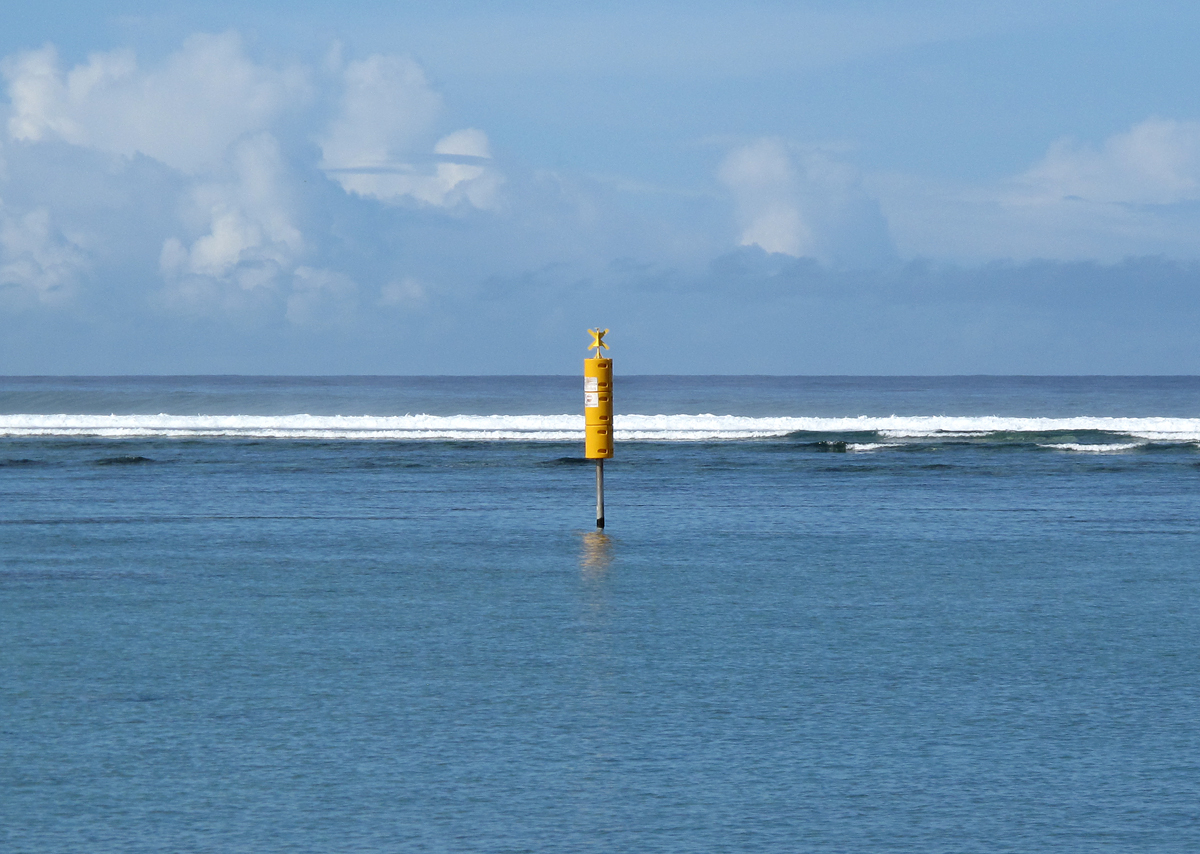
Un poteau délimitant le sanctuaire marin.

## Biodiversité

### Biodiversité de la plage
Avant d’être un lieu de loisirs pour les êtres humains, la plage de L’Hermitage est un biotope à part entière où vivent notamment des « crabes-fantômes » du genre Ocypode (O. pallidula et O. ceratophtalmus). On peut les voir creusant leur terrier en lisière de l’eau à chaque marée descendante, ou se nourrir de déchets organiques divers dans les laisses de mer. Ils se précipitent dans leur trou à grande vitesse à l’approche des promeneurs pour en ressortir quelques instants plus tard. 
On peut rencontrer un bernard-l’ermite terrestre (Coenobita rugosus) venant lui aussi profiter des laisses de mer, parmi lesquelles arrivent parfois des Sargasses venues de loin et pouvant transporter un grand voyageur de petite taille, le crabe Planes major. Le pigeon biset et le moineau domestique, à répartition presque mondiale, viennent picorer autour des serviettes de plage (dites « lambas » à La Réunion, le mot étant emprunté au nom d’un vêtement malgache). Plus inattendus, quelques oiseaux opportunistes comme le martin et la tourterelle cherchent des invertébrés à capturer en bord de plage. Avec de la chance, on peut aussi voir un Noddi brun (Anous stolidus) longer le rivage à quelques mètres du sol, et il arrive que le magnifique Paille-en-queue (Phaethon lepturus) survole le site à relativement faible altitude. 

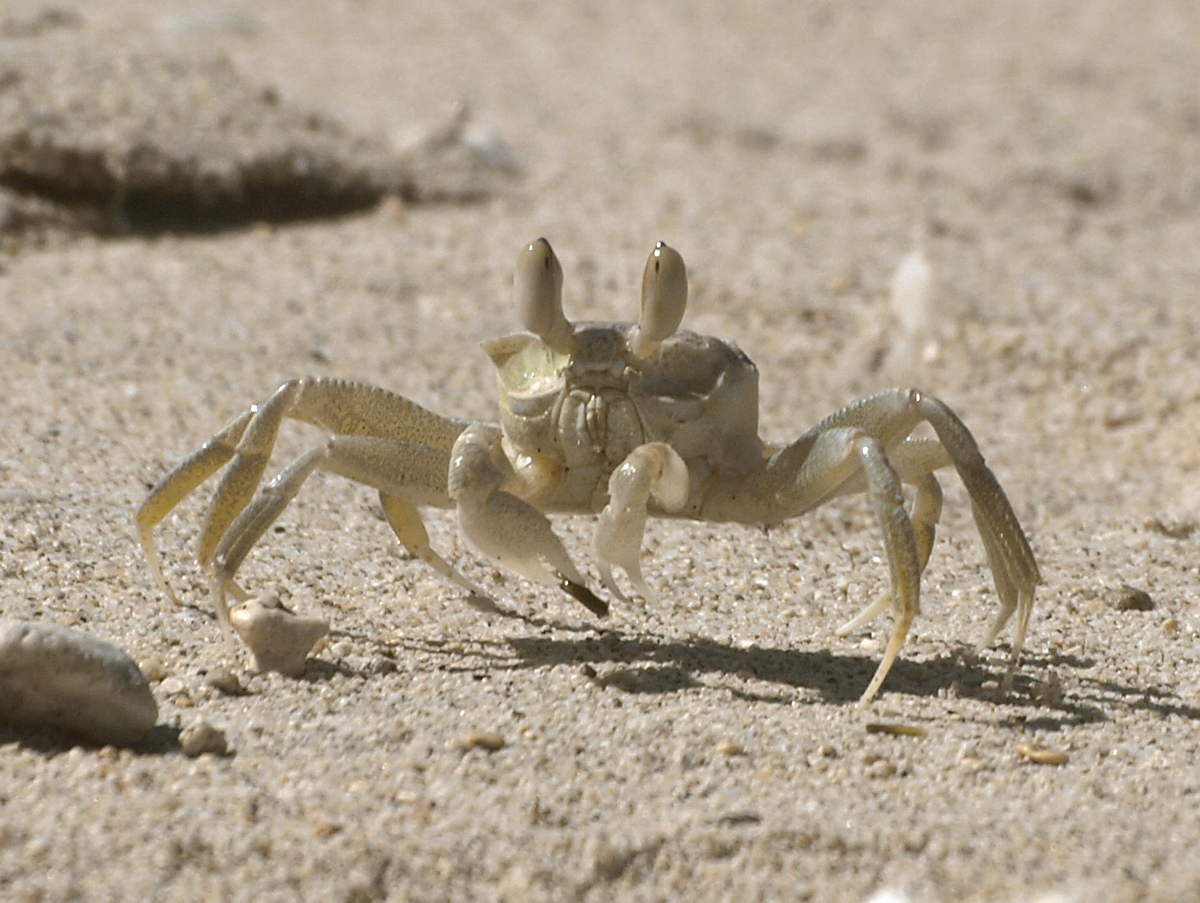
Crabe fantôme juvénile (Ocypode ceratophthalmus)
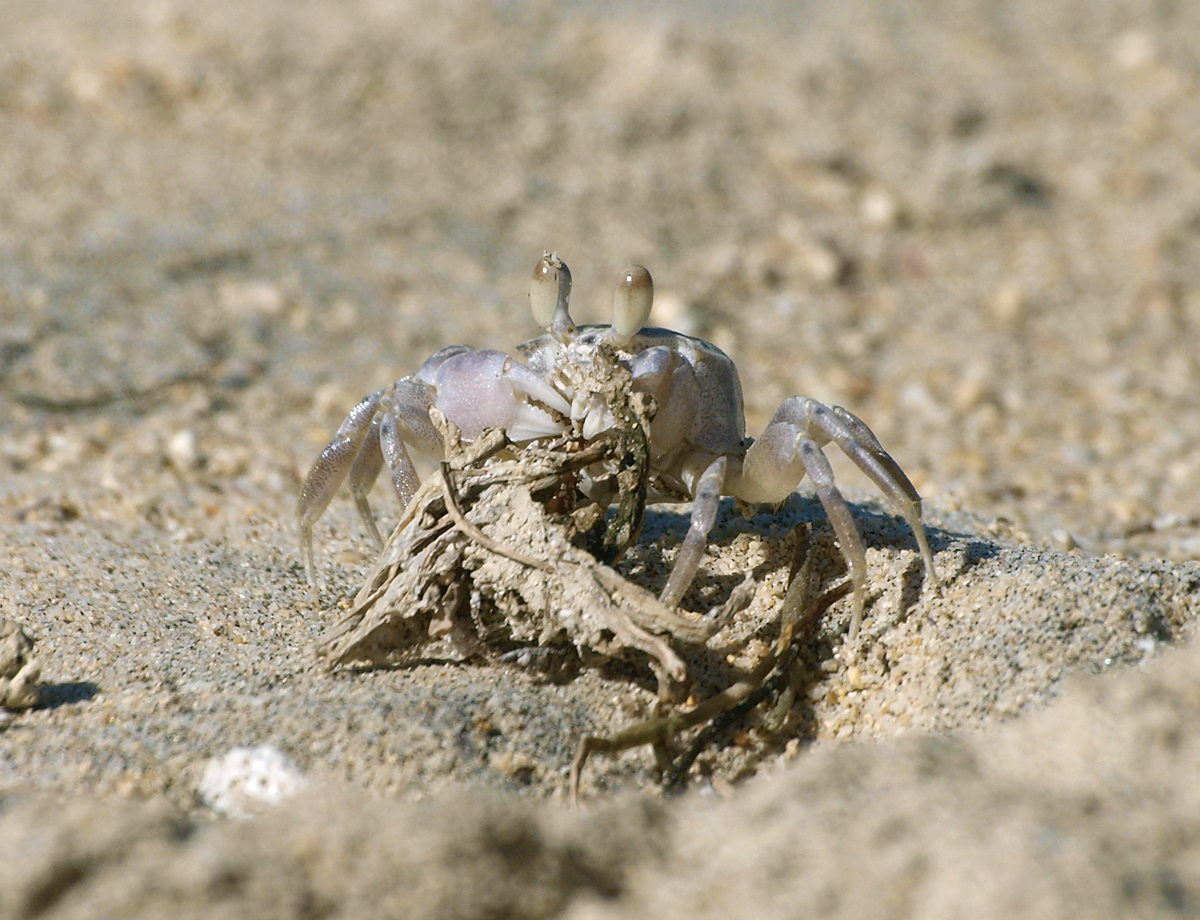
Crabe fantôme pâle (Ocypode pallidula)
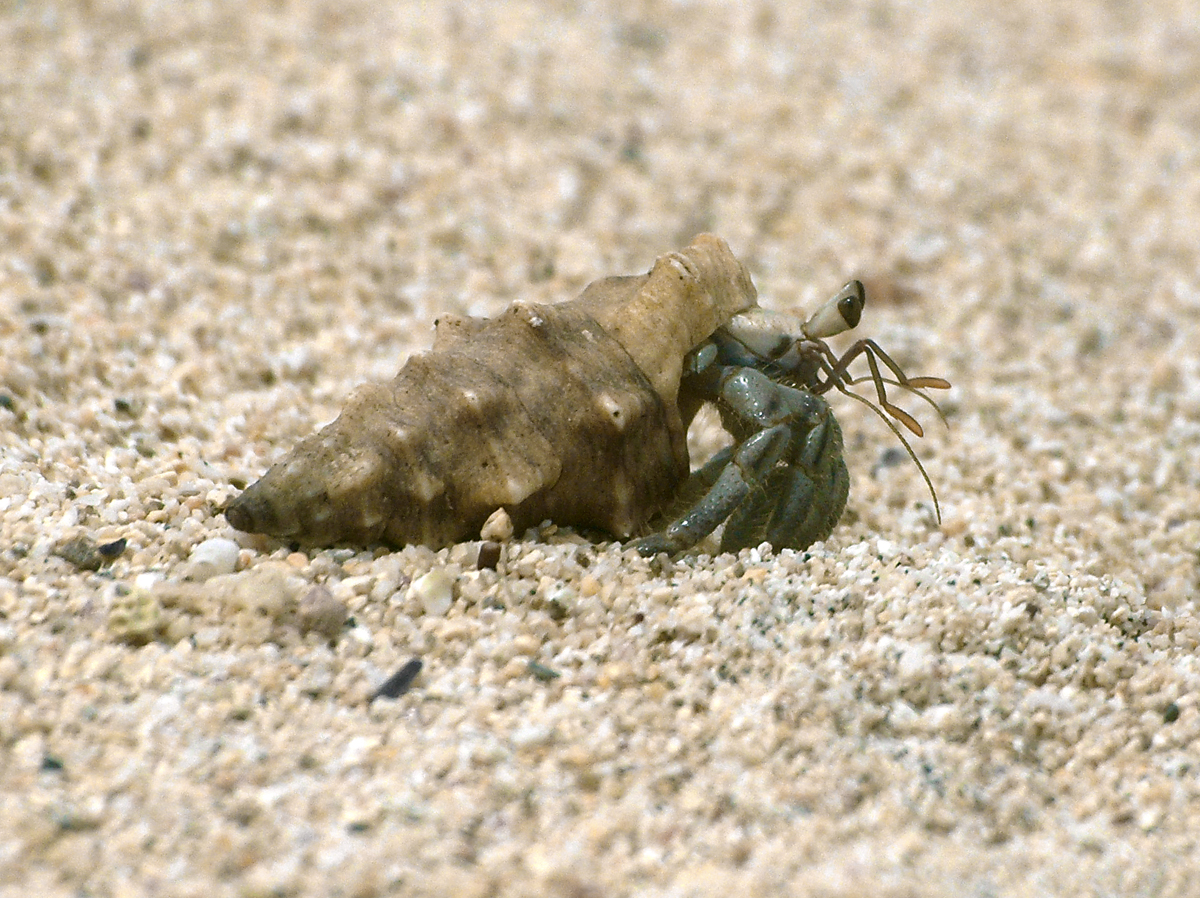
Bernard-l'ermite terrestre ou Cénobite stridulant (Coenobita rugosus)
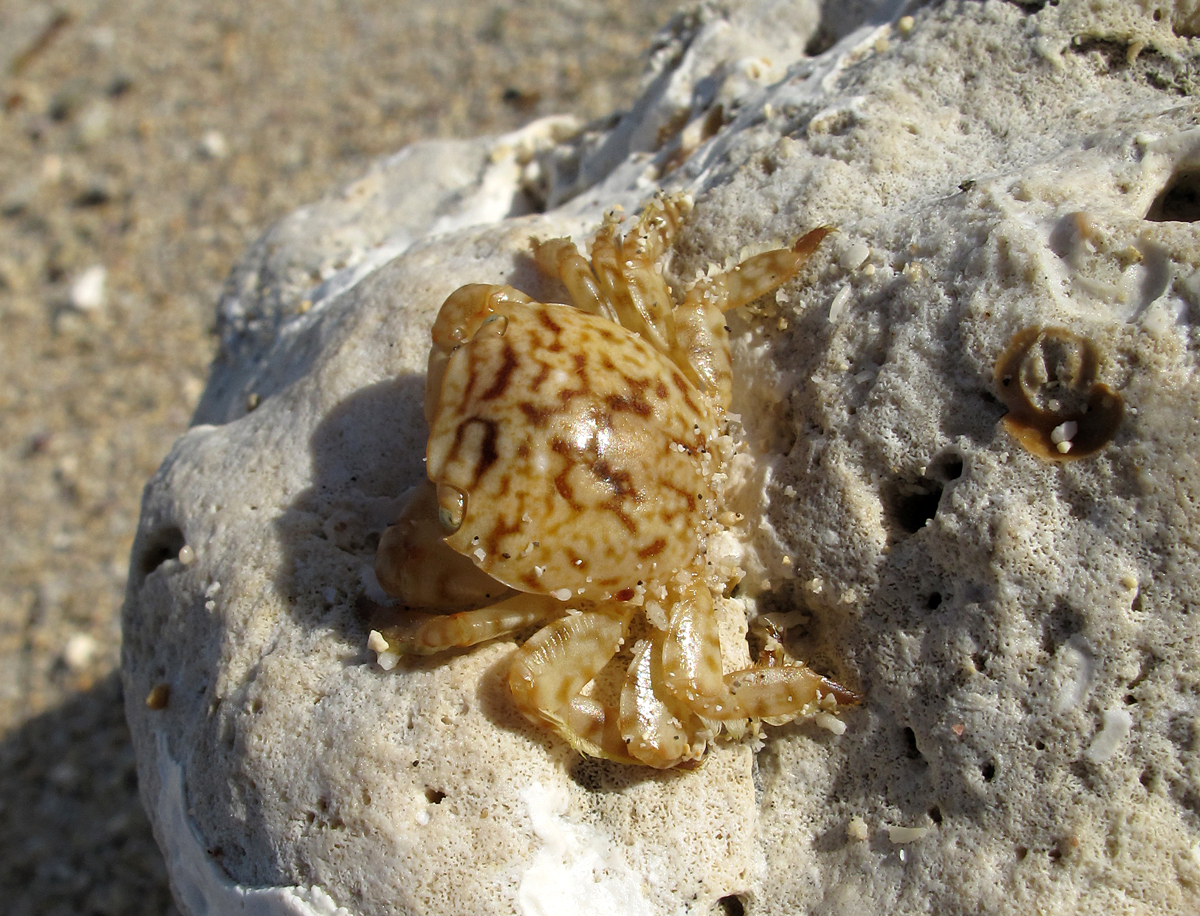
Le crabe Planes major
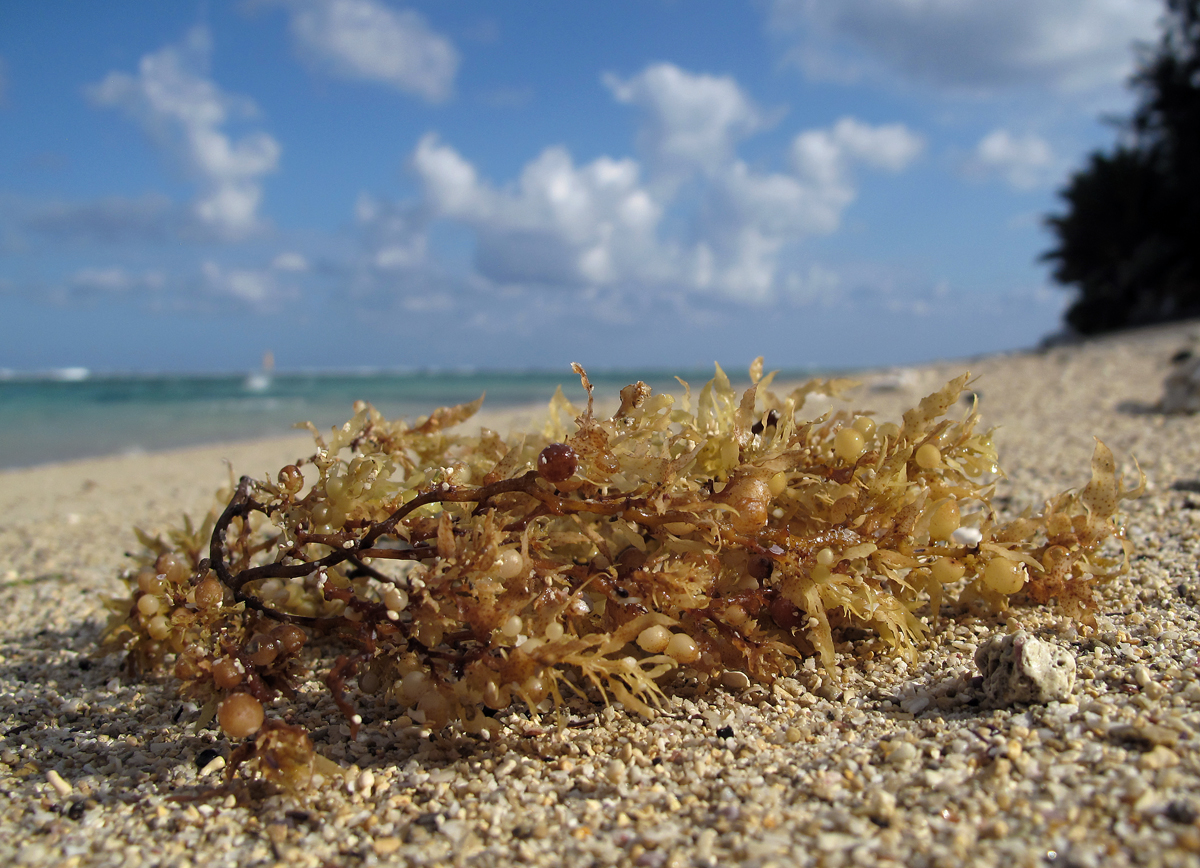
Une sargasse (Sargassum sp.) échouée sur la plage
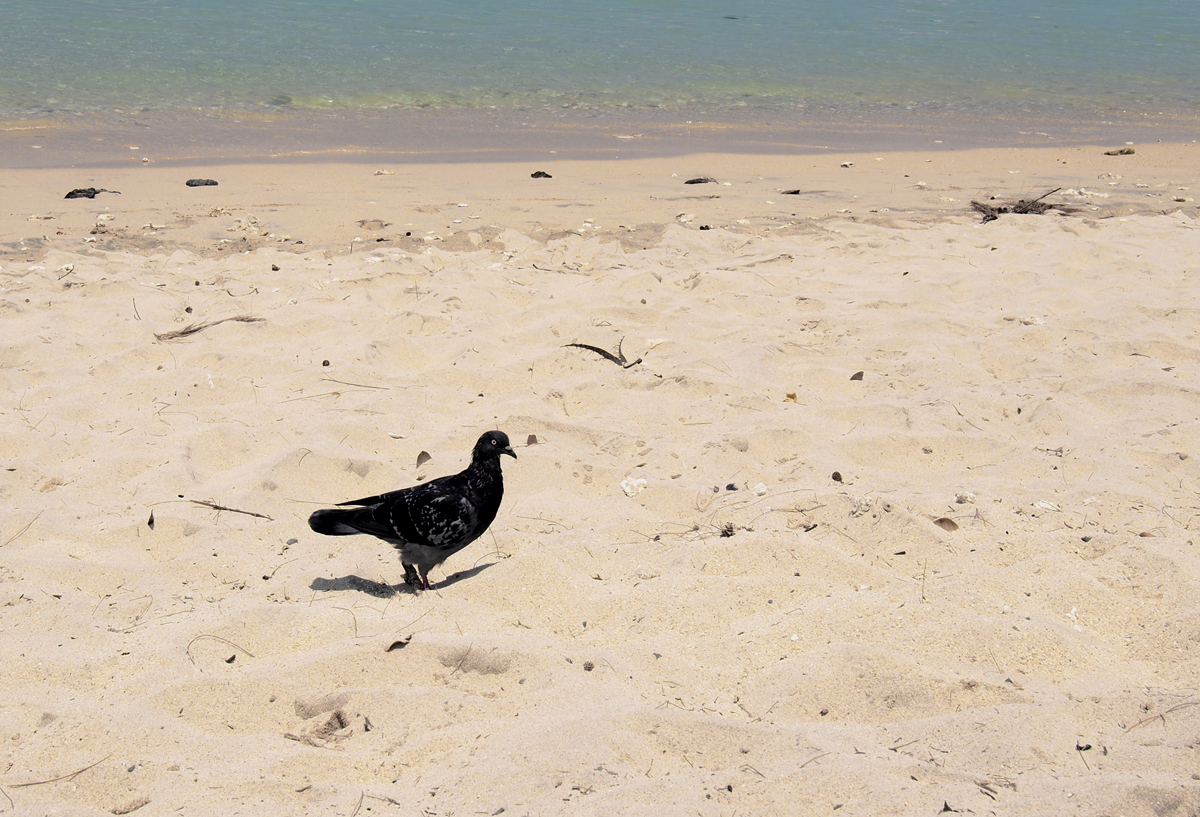
Un Pigeon biset (Columba livia)
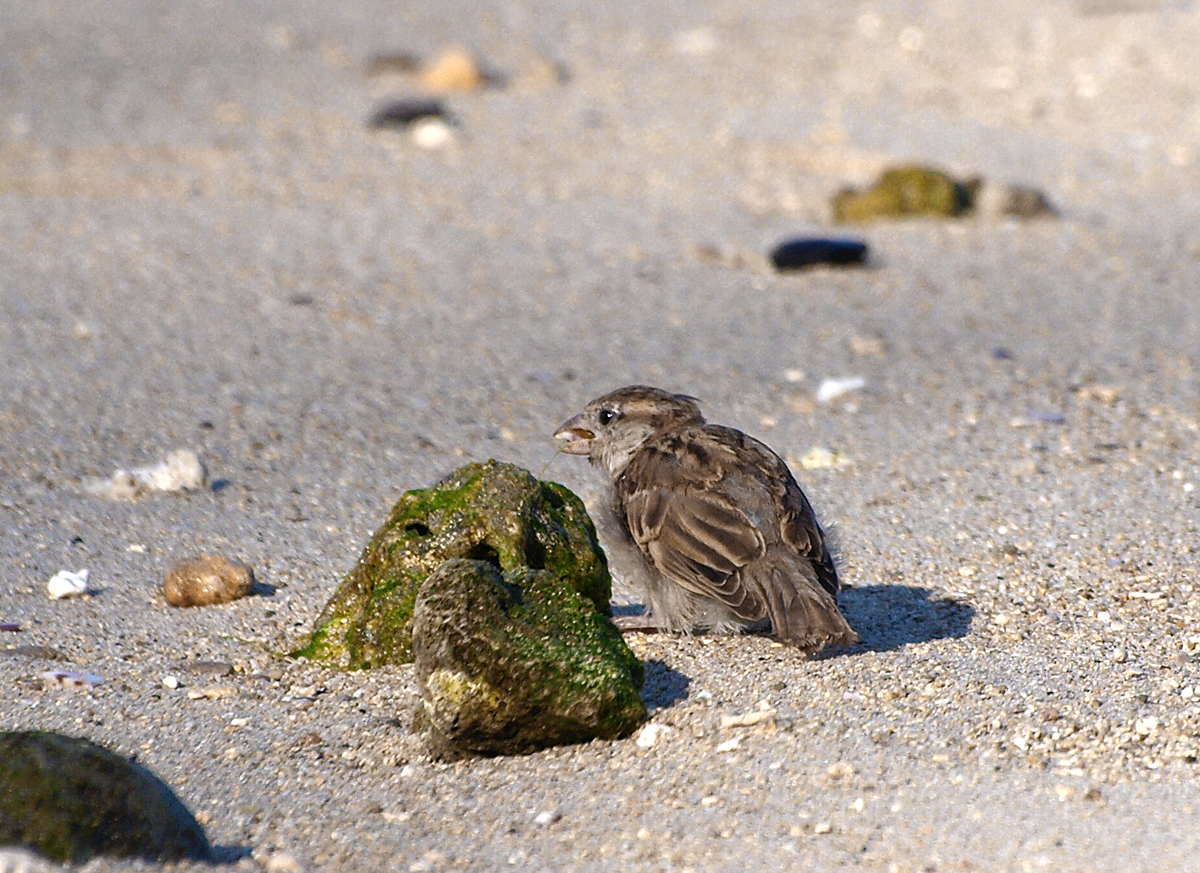
Un Moineau domestique (Passer domesticus)
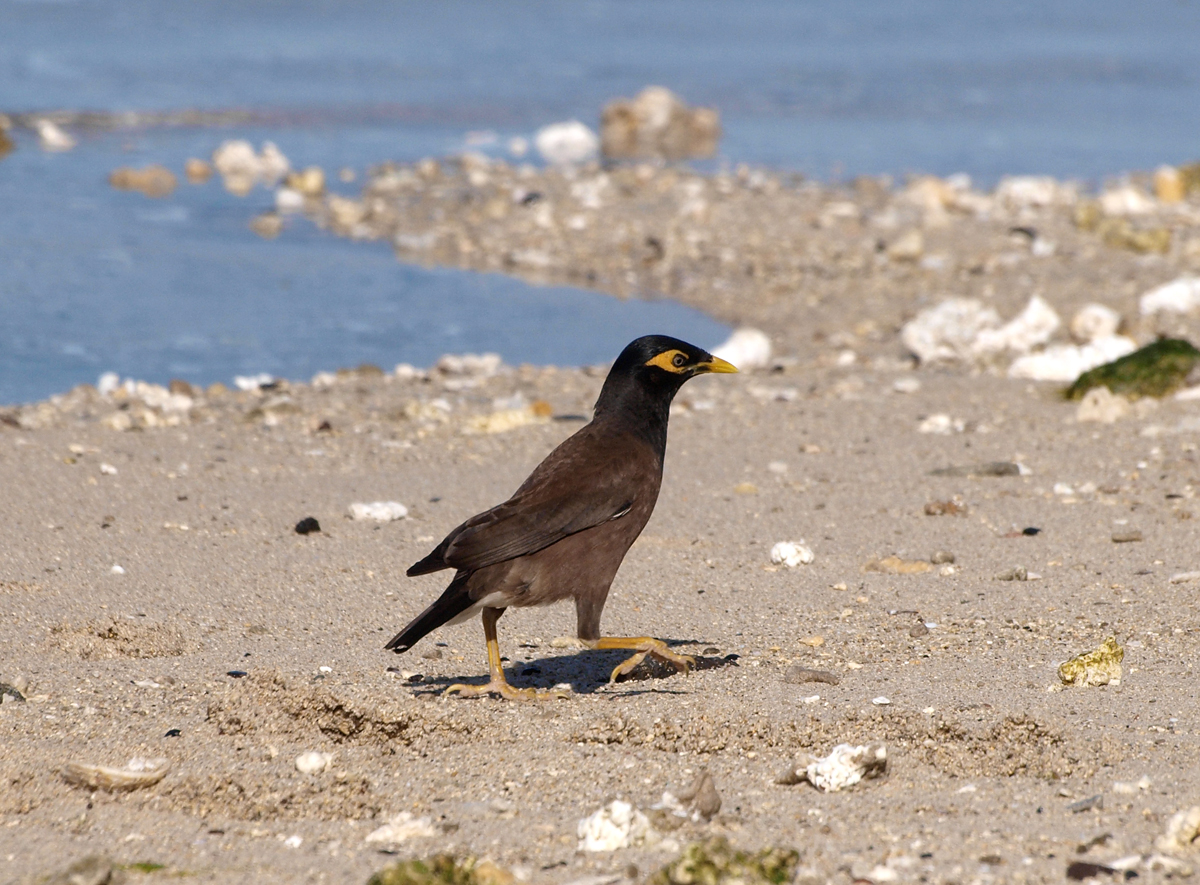
Un martin triste (Acridotheres tristis)
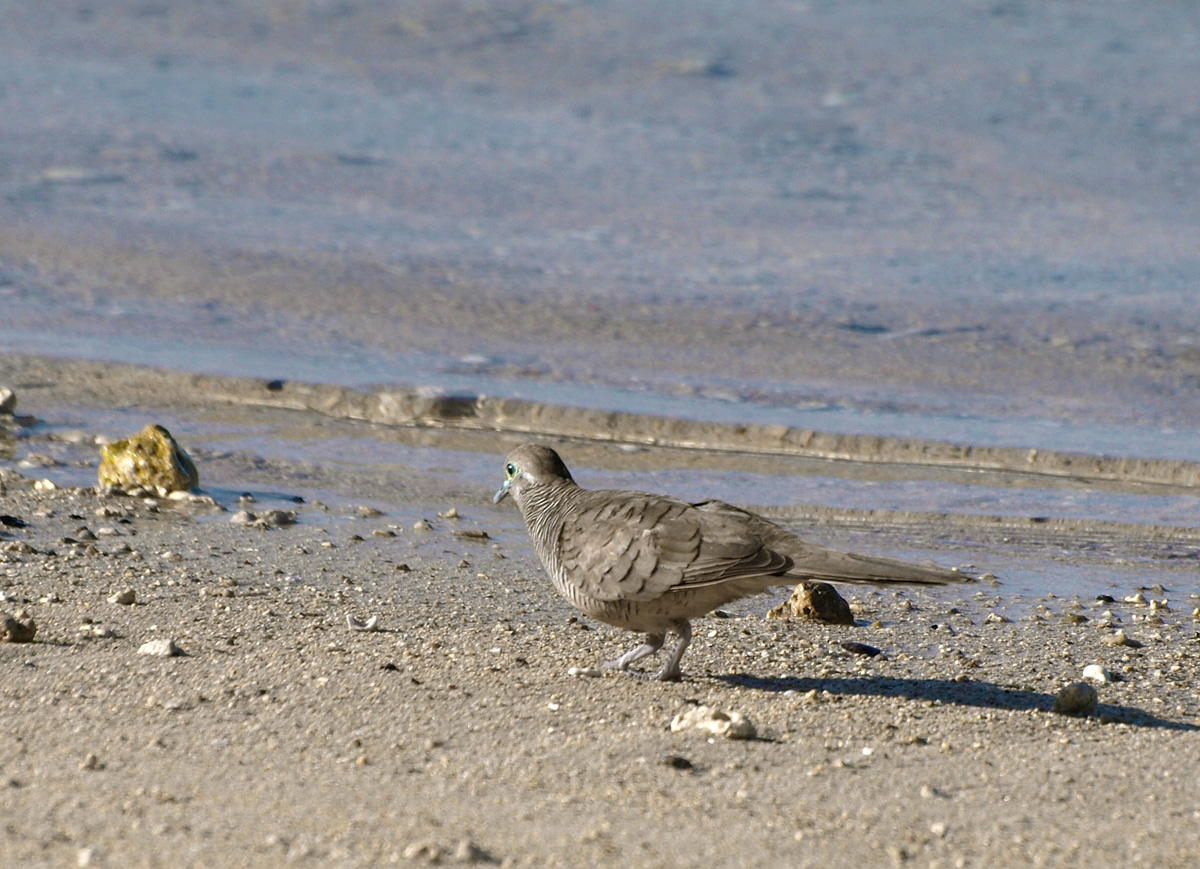
Une tourterelle « Géopélie zébrée » (Geopelia striata)
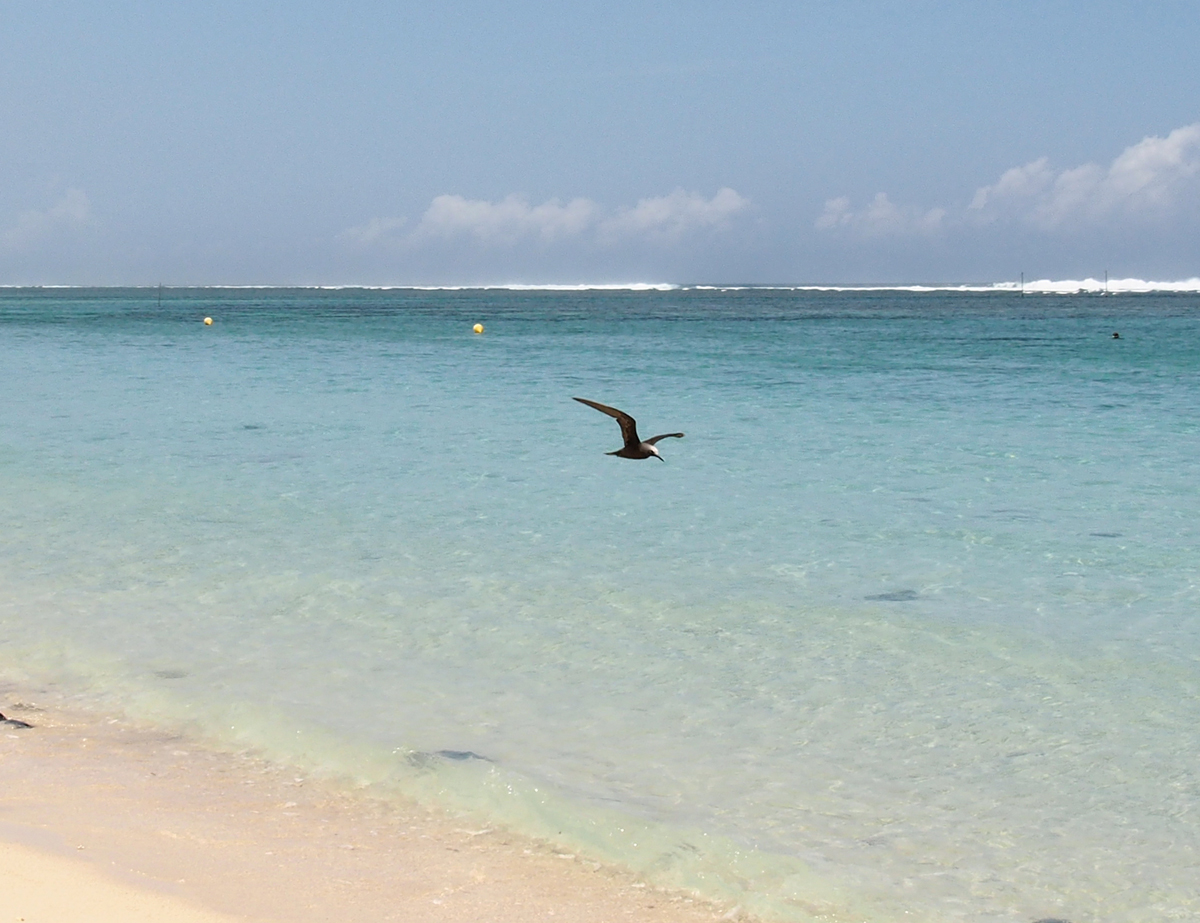
Un Noddi brun (Anous stolidus)
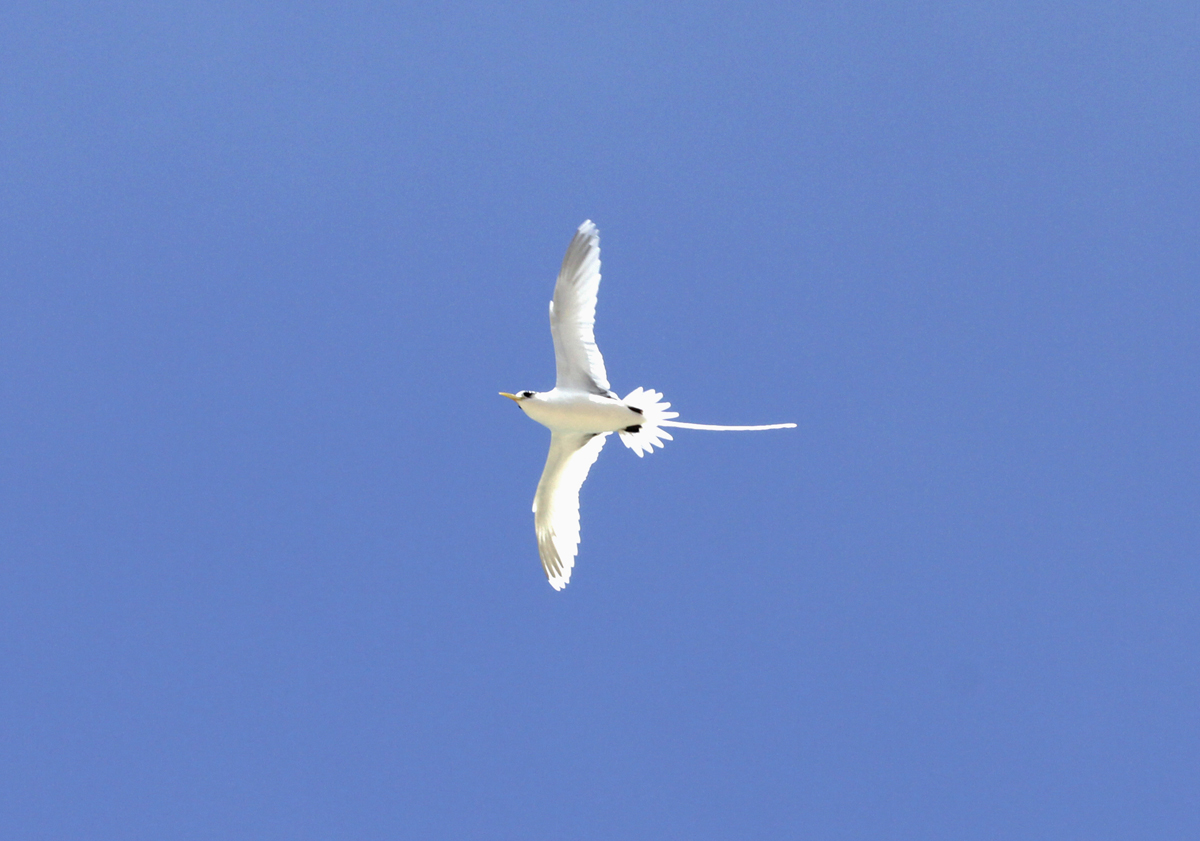
Un Paille en queue à brins blancs (Phaethon lepturus)

### Biodiversité marine

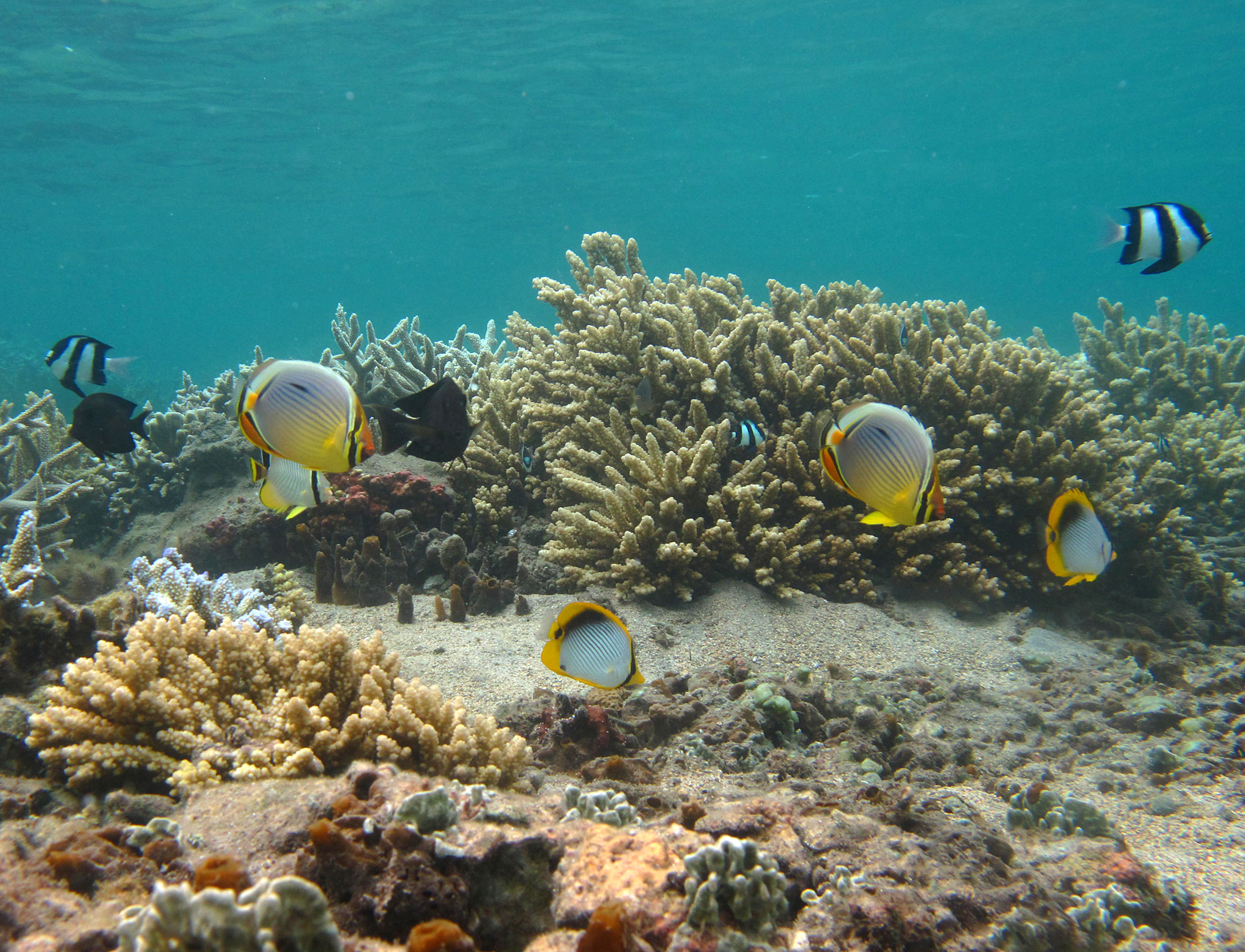
Paysage sous-marin typique du lagon de L'Hermitage, en 2014.

Sa très riche biodiversité marine fait de la Réunion (et de tout l'archipel des Mascareignes) l'un des 10 principaux « hot spots de biodiversité » mondiale. 
Les récifs coralliens de la Réunion, aussi bien au niveau des platiers que des barrières, sont dominés par des espèces de corail branchu à croissance rapide du genre Acropora (famille des Acroporidae). Ceux-ci offrent une protection idéale à plusieurs centaines d'espèces marines, qui forment un écosystème d'une complexité extraordinaire, et on y retrouve la plupart des espèces caractéristiques des lagons de l'Indo-Pacifique. En raison de la faible profondeur du lagon, on n'y trouve pas de grandes espèces telles que des tortues marines adultes, dauphins ou requins.
Un phénomène de blanchissement des coraux (entraînant leur forte mortalité) a été observé en mars 2014. Il s'est accompagné d'un épisode de mortalité massive des poissons (plusieurs dizaines de milliers de poissons morts), dû à une bactérie pathogène (Streptococcus iniae), dont la prolifération pourrait avoir été provoquée par une pollution des eaux du lagon. Cette épidémie meurtrière semble s'être résorbée naturellement, mais continue de susciter la perplexité et l'inquiétude des autorités. 

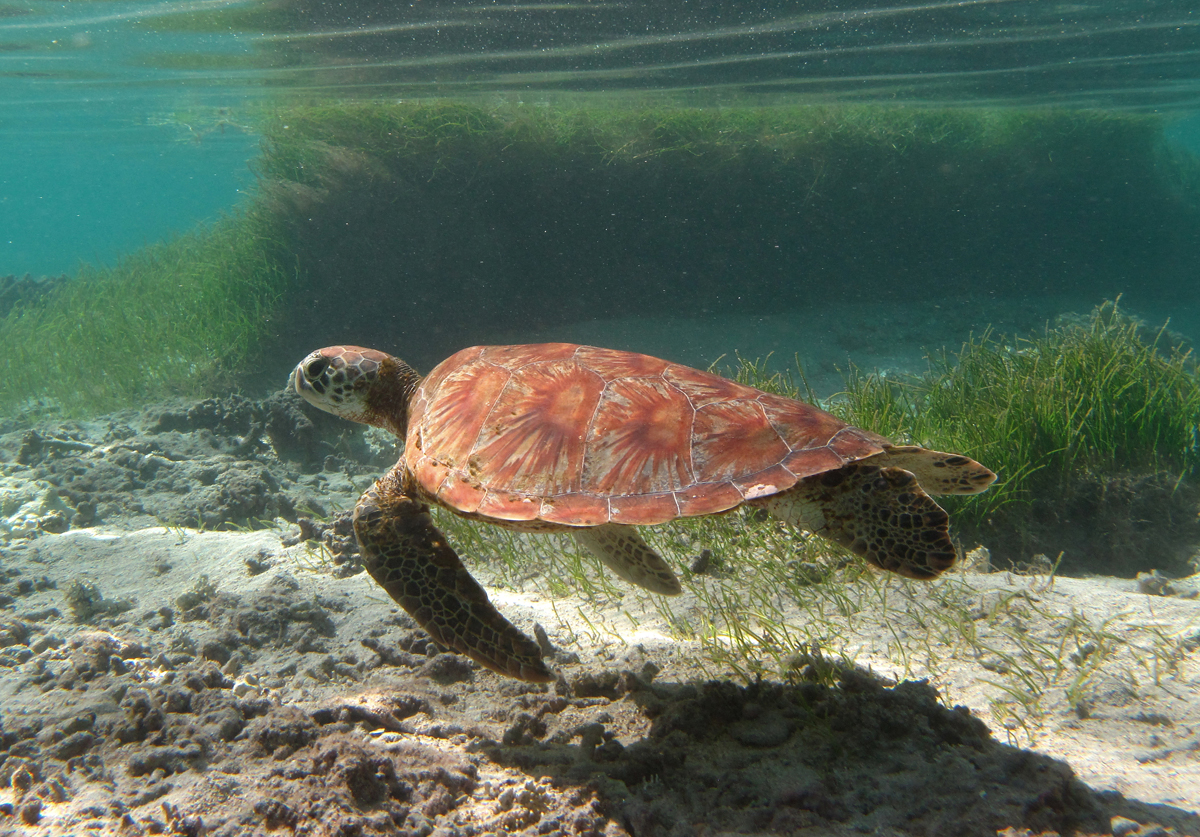
tortue verte immature (Chelonia mydas)
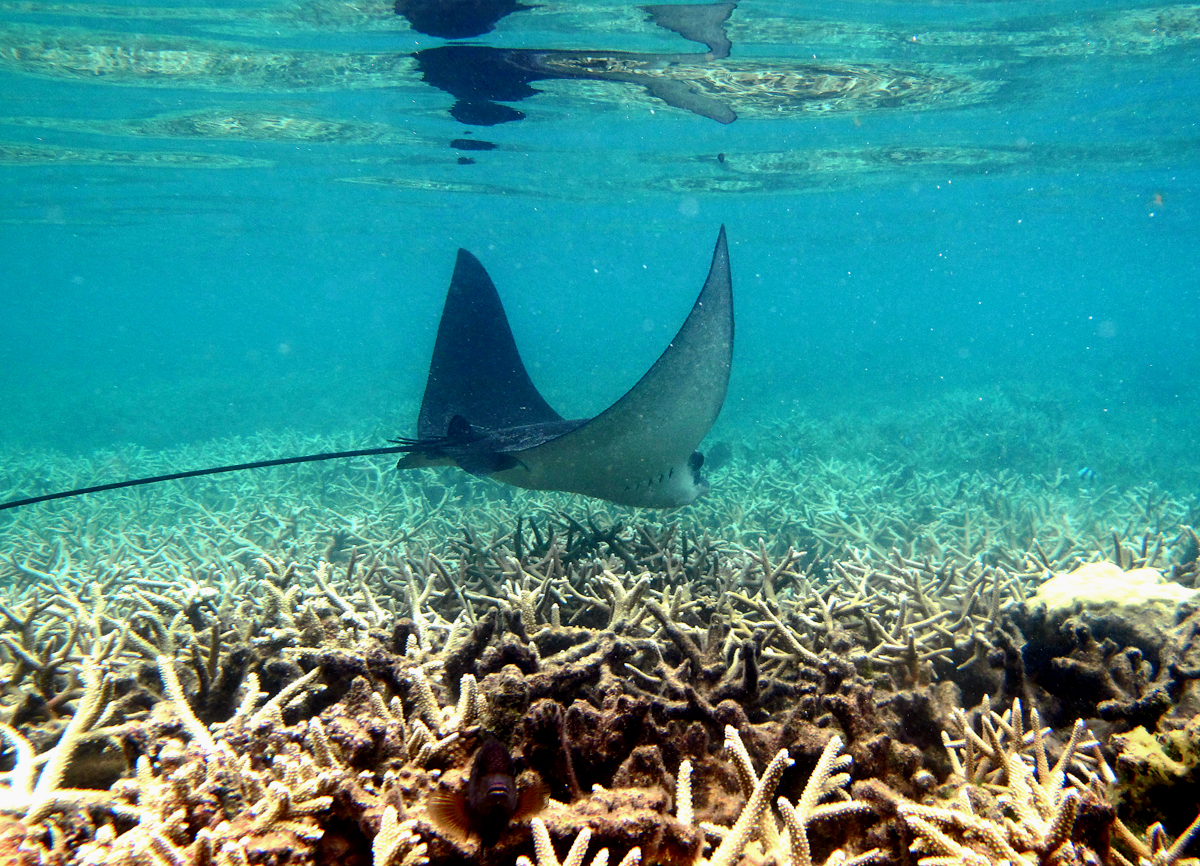
Raie aigle (Myliobatis aquila)
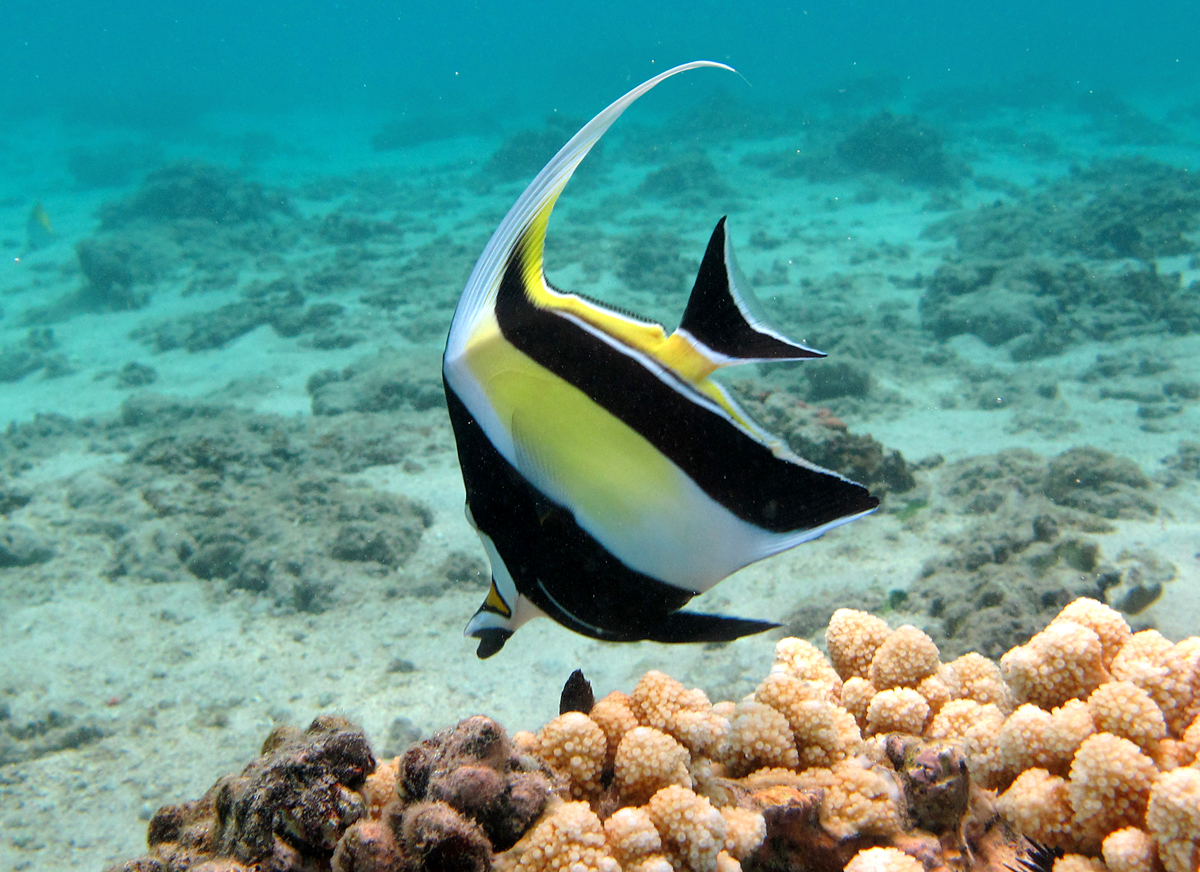
Idole des Maures (Zanclus cornutus), un des poissons les plus emblématiques des récifs coralliens de l'Océan Indien.
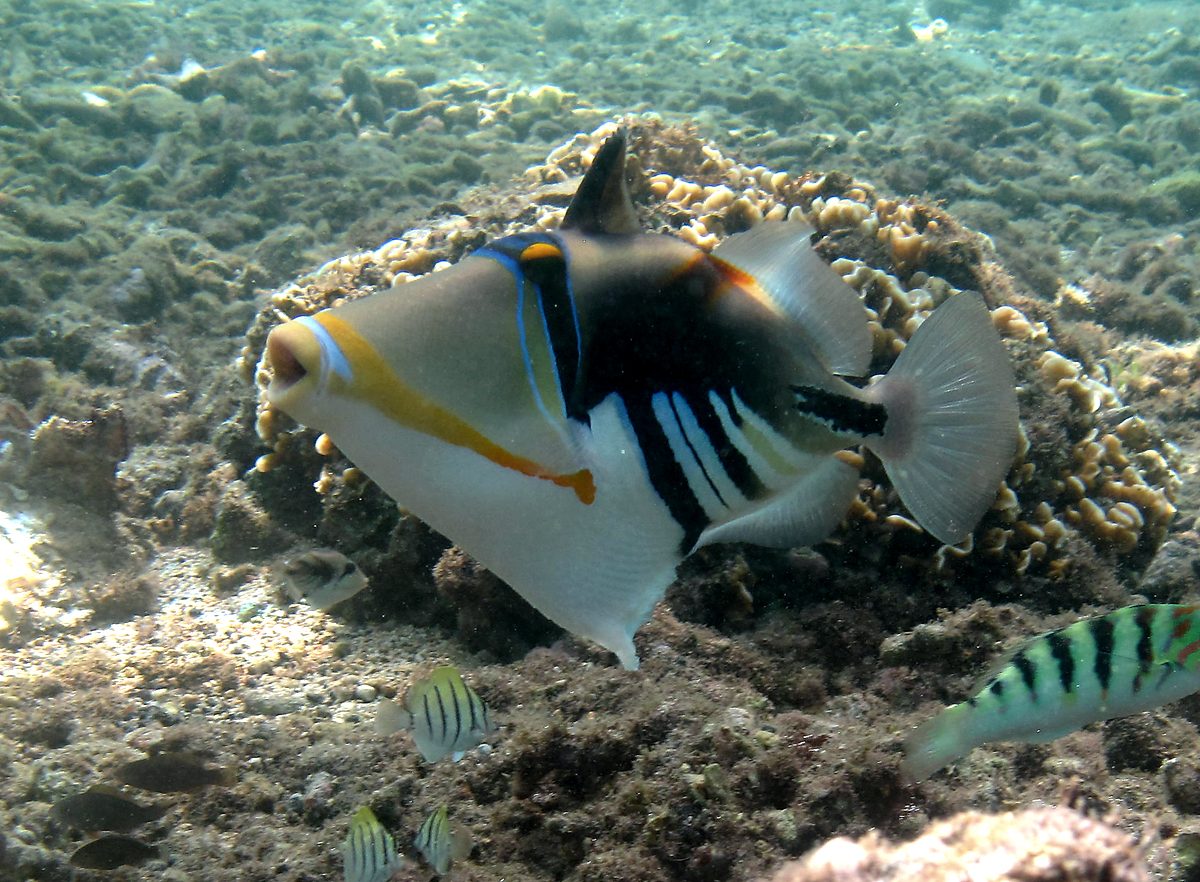
Un baliste Picasso (Rhinecanthus aculeatus)